# Partia Demokratyczna (Stany Zjednoczone)
Partia Demokratyczna (ang. Democratic Party), potocznie Demokraci (ang. Democrats) – amerykańska partia polityczna, jedna z dwóch głównych sił politycznych w Stanach Zjednoczonych, obok Partii Republikańskiej. Powstała w wyniku podziału Partii Demokratyczno-Republikańskiej około 1828 roku. Jest najstarszą funkcjonującą partią polityczną na świecie.
Dominującym światopoglądem w Partii Demokratycznej na samym początku był liberalizm klasyczny. Partia wspierała również niewolnictwo. W latach 90. XIX wieku, pod wpływem trzykrotnego kandydata na prezydenta, Williama Jenningsa Bryana, ekonomicznie partia przyjęła bardziej lewicowe poglądy, lecz dalej nie była lewicowa społecznie, czego przykładem były powiązania z Ku Klux Klanem. Od lat 30. XX wieku po sukcesie programu Nowy Ład prezydenta Franklina Delano Roosevelta partia promuje się jako platforma socjalliberalna popierająca sprawiedliwość społeczną i gospodarkę mieszaną.
Współcześnie nurtem przewodnim w Partii Demokratycznej jest socjalliberalizm. Rozumiana jest przez to równość społeczna i ekonomiczna oraz opiekuńczość państwa. Gospodarka mieszana proponowana przez Partię Demokratyczną przewiduje istnienie sektora prywatnego, ale także regulacje i interwencje rządu w gospodarkę: pomoc społeczną, wsparcie dla związków zawodowych, powszechną służbę zdrowia, równość szans, ochronę konsumenta i ochronę środowiska.
Dominującym poglądem parlamentarzystów Partii Demokratycznej jest obecnie progresywizm (działacze Congressional Progressive Caucus) i centrum (działacze New Democrat Coalition), a mniejszość stanowią konserwatyści (Blue Dog Coalition).
Badania Pew Research Center z 2011 roku wykazały, że większość osób uprawnionych do głosowania w Stanach Zjednoczonych utożsamia Partię Demokratyczną z liberalizmem.

## Historia

### Początki (1828–1850)

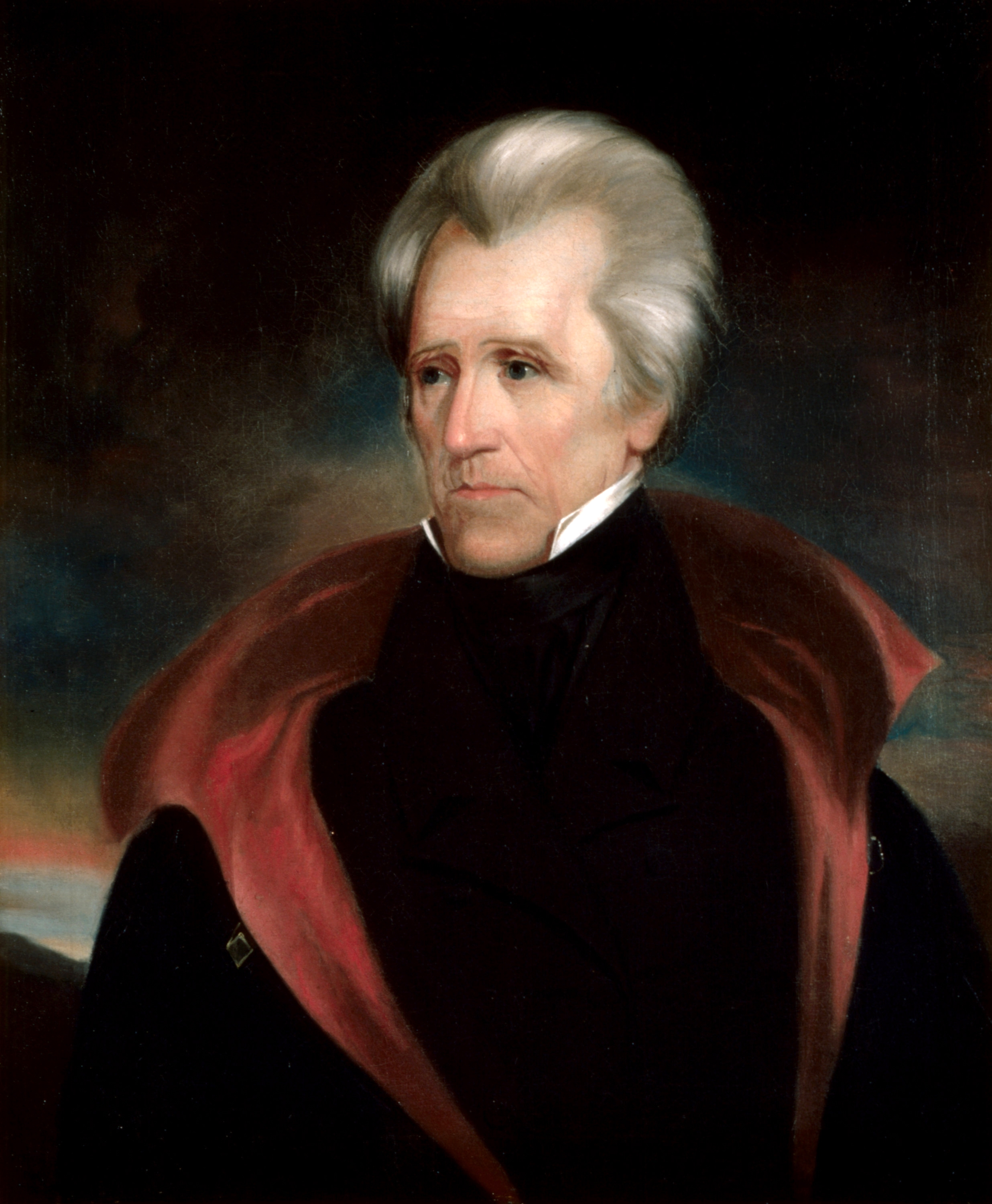
Andrew Jackson, jeden z czołowych założycieli Partii Demokratycznej i pierwszy prezydent Stanów Zjednoczonych wywodzący się z tego ugrupowania

Partia Demokratyczna wywodzi się z Partii Demokratyczno-Republikańskiej, która przez wiele lat sprawowała samodzielne rządy. Opozycja (której główną siłą była Partia Federalistyczna) od wojny brytyjsko-amerykańskiej w 1812 roku nie była w stanie uzyskać więcej, niż 40% miejsc w parlamencie, a poparcie dla partii rządzącej stale rosło. Ten okres rządów jednopartyjnych w Stanach Zjednoczonych (od 1816 do początku lat 30 XIX wieku) jest nazywany Erą dobrych uczuć. Erę zakończyło pojawienie się na scenie politycznej opozycyjnej Amerykańskiej Partii Wigów.
W samej Partii Demokratyczno-Republikańskiej istniały różne frakcje. Główną bezpośrednią przyczyną rozpadu partii w latach 20. XIX wieku był spór o następcę prezydenta Jamesa Monroe. Zwolennicy polityki opartej na ideałach utożsamianych z Thomasem Jeffersonem utworzyli Partię Demokratyczną. Przywódcami tej partii byli Andrew Jackson i Martin Van Buren. Frakcja przeciwników Andrew Jacksona pod przywództwem Henry’ego Claya utworzyła w 1825 roku Partię Narodowo-Republikańską, a w 1834 roku przekształcili się w partię Wigów.
Pierwszym prezydentem z ramienia Demokratów był wybrany w 1828 roku Andrew Jackson. Pokonał on dotychczasowego prezydenta (wówczas narodowego republikanina, choć wybrany został jako demokratyczny republikanin) Johna Quincy’ego Adamsa. Jako prezydent Jackson był nieprzychylny finansowaniu usprawnień ze środków federalnych. Zawetował przywrócenie uprawnień Drugiemu Bankowi Stanów Zjednoczonych i wywalczył obniżenie ceł. Jedną z najbardziej kontrowersyjnych decyzji prezydenta było przygotowanie Aktu Wysiedlenia Indian. Następca Jacksona, demokrata Martin Van Buren wdrożył akt wysiedlenia w życie i w znacznej mierze kontynuował politykę swojego poprzednika, między innymi wspierając twardą walutę. Za kryzys ekonomiczny Van Buren obwinił nadmierność spekulacji i zarządził całkowite rozdzielenie banku od państwa. Nie został wybrany na drugą kadencję, przegrywając z wigiem Williamem Henrym Harrisonem w wyborach w 1840 roku.
Demokraci wrócili do władzy w 1845 roku kiedy prezydentem został James Polk. Podobnie jak Jackson był on żarliwym ekspansjonistą. Startował w wyborach z obietnicą przyłączenia Republiki Teksasu do Unii oraz powiększenia terytorium Oregonu o rosyjską wówczas Alaskę. Jednak po wyborach, mimo początkowych starań, uznał ekspansję na daleką północ za niemożliwą. Zamiast tego doprowadził do sprawiedliwego podziału Oregonu pomiędzy Stanami Zjednoczonymi a Ameryką Brytyjską. Udało mu się przyłączyć Teksas, a po wojnie amerykańsko-meksykańskiej – także Kalifornię i Nowy Meksyk. Polityka wolnego handlu prowadzona przez Polka przyczyniła się także do ekspansji ekonomicznej. Prezydent był bardzo popularny w społeczeństwie, ale zgodnie ze złożoną w czasie wyborów w 1840 roku obietnicą nie ubiegał się o reelekcję. Partia Demokratyczna wyznaczyła jako jego następcę Lewisa Cassa, ale wybory wygrał wig i weteran wojny amerykańsko-meksykańskiej, Zachary Taylor.

### Sprawa niewolnictwa i wojna secesyjna (1850–1890)

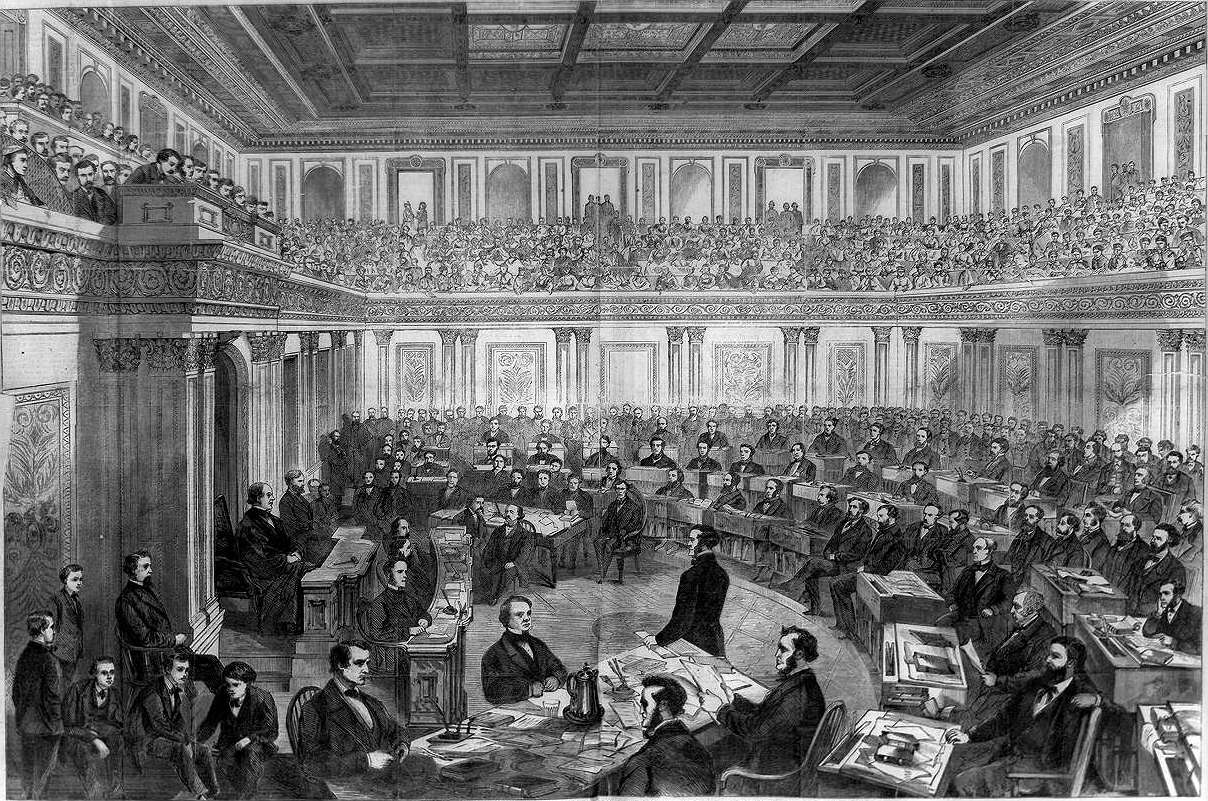
Proces o zdradę stanu prezydenta Andrew Johnsona

Demokraci posiadali niewielką przewagę nad Wigami do lat 50. XIX wieku, kiedy Partia Wigów rozpadła się z powodu sporu wewnętrznego dotyczącego niewolnictwa. Część demokratów, która również sprzeciwiała się niewolnictwu, opuściła szeregi partyjne i razem z częścią Wigów utworzyła w 1854 roku Partię Republikańską. Partię opuścił także były prezydent Martin Van Buren, który stworzył własną partię – Partię Wolnej Ziemi (z ang. Free Soil Party).
Od kwietnia do czerwca 1860 roku trwał konwent Partii Demokratycznej, na którym zadecydowano o poparciu dla ograniczenia autonomiczności stanów i ekspansji niewolnictwa na terytoria, w których wyborcy byli przeciwni niewolnictwu. To doprowadziło do podziału w partii. Część demokratów opuściła konwent. Większość z nich należała lub dołączyła później do frakcji Demokratów Południowych. Konwent zadecydował o wystawieniu w wyborach prezydenckich w 1860 roku senatora Stephena A. Douglasa. Jednak demokraci z południa postanowili wystawić swojego kandydata – Johna Cabella Breckinridge’a. Wielu demokratów popierało też kandydata Unii Konstytucyjnej, Johna Bella. Wybory wygrał republikanin Abraham Lincoln.
Wraz z wojną secesyjną doszło do kolejnego podziału wewnętrznego. Tym razem przedmiotem sporu był stosunek do Skonfederowanych Stanów Ameryki. „Wojenni Demokraci” opowiadali się za wojną i poparciem dla republikańskiego prezydenta Abrahama Lincolna. „Pokojowi Demokraci” domagali się pokoju i nieingerowanie w sprawy wewnętrzne konfederacji. Większość wojennych demokratów startowało w wyborach w 1864 roku z ramienia Unii Narodowej i popierała Abrahama Lincolna.
Po zakończeniu wojny secesyjnej pozycja Partii Demokratycznej osłabła. Do końca XIX wieku tylko dwa razy wspierany przez nią kandydat wygrał wybory prezydenckie. Po śmierci Abrahama Lincolna, w wyniku sukcesji prezydentem został demokrata Andrew Johnson. Jednak był on bardzo niepopularny, a jego prezydentura została w znacznej mierze zdominowana przez proces o zdradę stanu (w którym został uniewinniony jednym głosem). Jego partia była mu bardzo nieprzychylna i na konwencji w 1868 roku zadecydowano o nienominowaniu go jako kandydata w kolejnych wyborach.

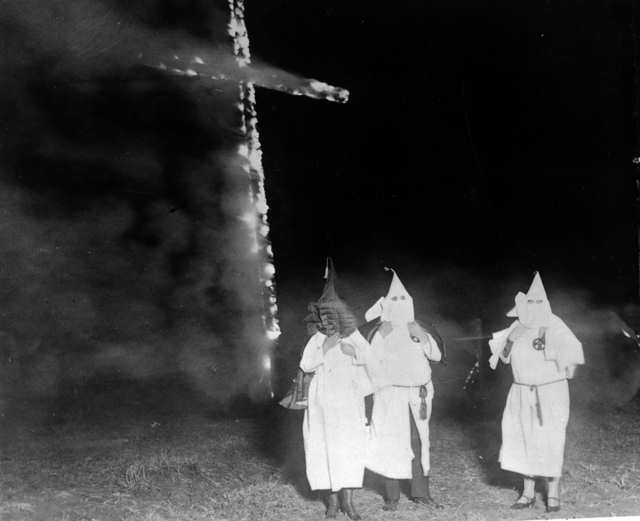
Członkowie Ku Klux Klanu w Kolorado

Mimo zakończenia niewolnictwa partia dalej przejawiała nastroje rasistowskie. Była ściśle powiązana z Ku Klux Klanem (który został założony przez członków Partii Demokratycznej na Południu USA) – ten był wobec niej lojalny, zaś Demokraci uczestniczyli jego działaniach.
Partia została zdominowana przez reformatorsko-postępową frakcję bourbonowych demokratów pod przywództwem Samuela J. Tildena i Grovera Clevelanda. Byli oni zwolennikami systemu waluty złotej oraz przeciwnikami bimetalizmu, imperializmu i ekspansji zamorskiej. Protestowali przeciwko korupcji, wysokim podatkom i cłom. Grover Cleveland wygrał wybory prezydenckie dwa razy, w 1884 i 1892 roku.

### Wolne srebro i Nowy Ład (1890–1960)

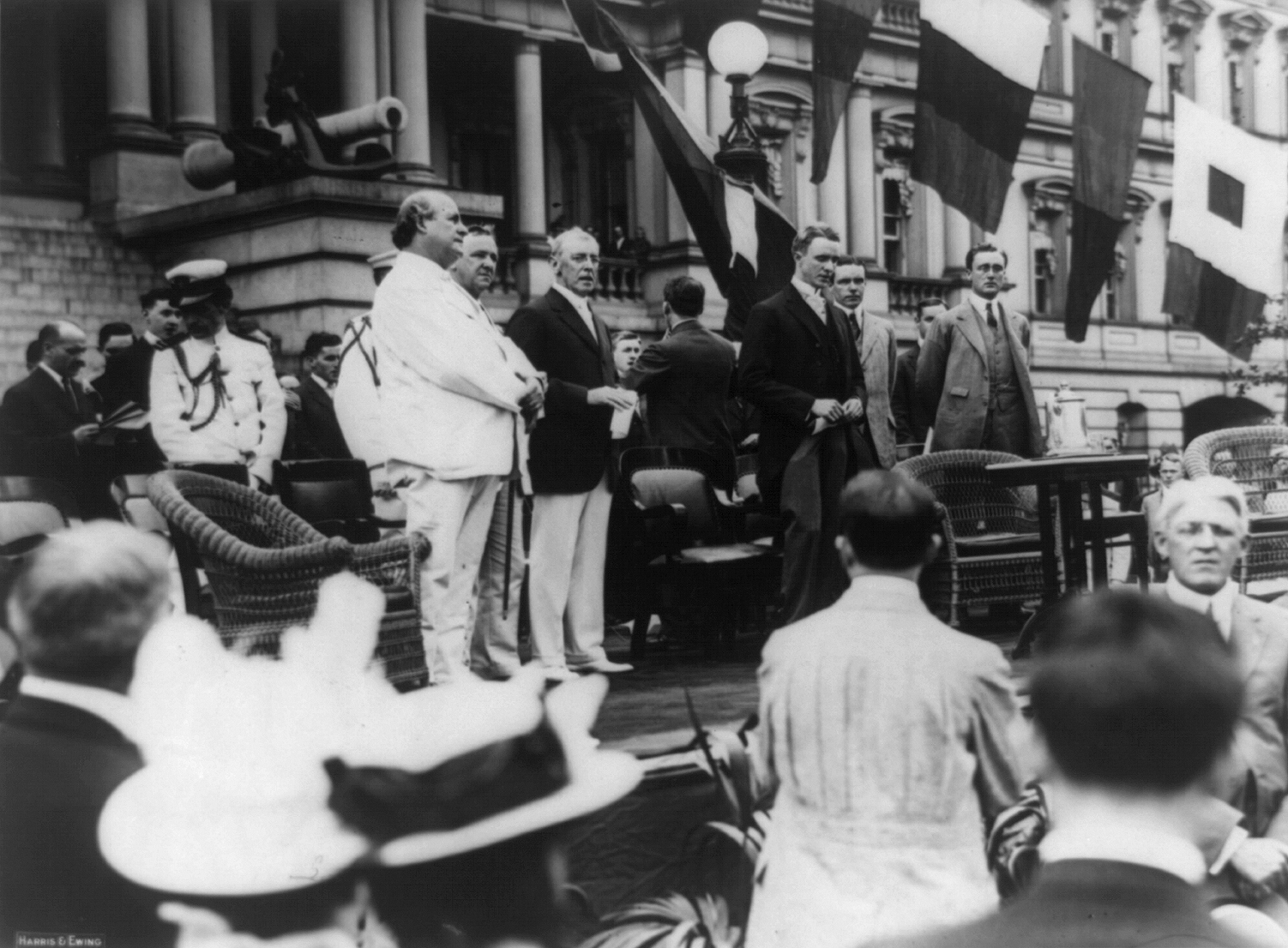
Przywódcy partii Demokratycznej w 1913 roku: Franklin Delano Roosevelt (senator i późniejszy prezydent), Woodrow Wilson (prezydent), Josephus Daniels (sekretarz marynarki wojennej) i William Jennings Bryan (sekretarz stanu)

W 1896 roku William Jennings Bryan wygłosił na konwencie Demokratów w Chicago słynną przemowę, która została później nazwana Cross of Gold Speech. Skrytykował on zwolenników systemu złotej waluty i opowiedział się za wolnym srebrem. To przemówienie zyskało mu wielu zwolenników i na długo uczyniło jednym z najbardziej wpływowych polityków w szeregach partii. Na tym samym konwencie zadecydowano o nominacji Bryana na kandydata w wyborach prezydenckich. Ostatecznie jednak wybory wygrał republikanin William McKinley. W tym samym roku frakcja Bourbon Democrat została rozwiązana. Bryan kandydował później jeszcze w wyborach prezydenckich w 1900 i 1908 roku, ale bezskutecznie.
Demokraci zdobyli większość w Izbie Reprezentantów w 1910 roku, a ich kandydat, Woodrow Wilson, wygrał wybory prezydenckie w 1912 i 1916 roku. Pod rządami Demokratów rozwiązanych zostało wiele problemów będących głównymi przedmiotami sporów politycznych w Stanach Zjednoczonych przez wiele lat (na przykład problem monopolu). Ustanowiono wtedy System Rezerwy Federalnej, a na mocy FTCA i ustawy Claytona zakazano nieuczciwych metod konkurencji.
Po wielkim kryzysie, jaki miał miejsce w 1929 roku, za prezydentury republikanina Herberta Hoovera i większości parlamentarnej Partii Republikańskiej, aż do 1994 Partia Demokratyczna posiadała większość w Izbie Reprezentantów z wyjątkiem dwóch dwuletnich przerw w latach 1946–1948 i 1952−1954. W 1932 roku prezydentem został wybrany demokrata Franklin Delano Roosevelt, który był tak popularny, że sprawował urząd aż do śmierci przez cztery kolejne kadencje. Program reform prezydenta Roosevelta, zwany Nowy Ład, przyczynił się do ujednolicenia światopoglądu Partii Demokratycznej. Nowoczesny liberalizm oznaczał regulacje ekonomiczne, wsparcie dla związków zawodowych, rządowe wydatki na walkę z bezrobociem, pomoc dla farmerów i tworzenie nowych miejsc pracy. Uważa się to za początek państwa opiekuńczego w Stanach Zjednoczonych. Opozycja, która przeciwstawiała się związkom zawodowym, a stawiała większy nacisk na rozwój gospodarczy i obniżenie podatków, zaczęła nazywać siebie konserwatystami.
Aż do lat 80. XX wieku w Partii Demokratycznej wyróżniały się dwa skrzydła: liberalni demokraci na północy i kulturowo konserwatywni demokraci z południa. Obie frakcje popierały politykę ekonomiczną wzorowaną na programie Nowy Ład, ale południowcy sprzeciwiali się zwiększeniu praw człowieka w sposób, w jaki proponowała to północ. Podział stał się bardziej wyraźny po śmierci Roosevelta.
Po II wojnie światowej nastąpił okres zimnej wojny i aktywności ruchu praw obywatelskich. Tradycyjnie społeczność afroamerykańska w większości popierała Partię Republikańską, co było pokłosiem polityki anty-niewolniczej Abrahama Lincolna i reform praw człowieka kolejnych republikańskich prezydentów, takich jak Ulysses Simpson Grant. Jednak zmieniło się to po prezydenturze Franklina Delano Roosevelta, przyjęciu Nowy Ład jako myśli przewodniej Partii Demokratycznej oraz zniesieniu segregacji rasowej w armii przez prezydenta Harry’ego Trumana. Północne skrzydło partii stało się skrzydłem dominującym.

### Nowa granica (1960–1980)

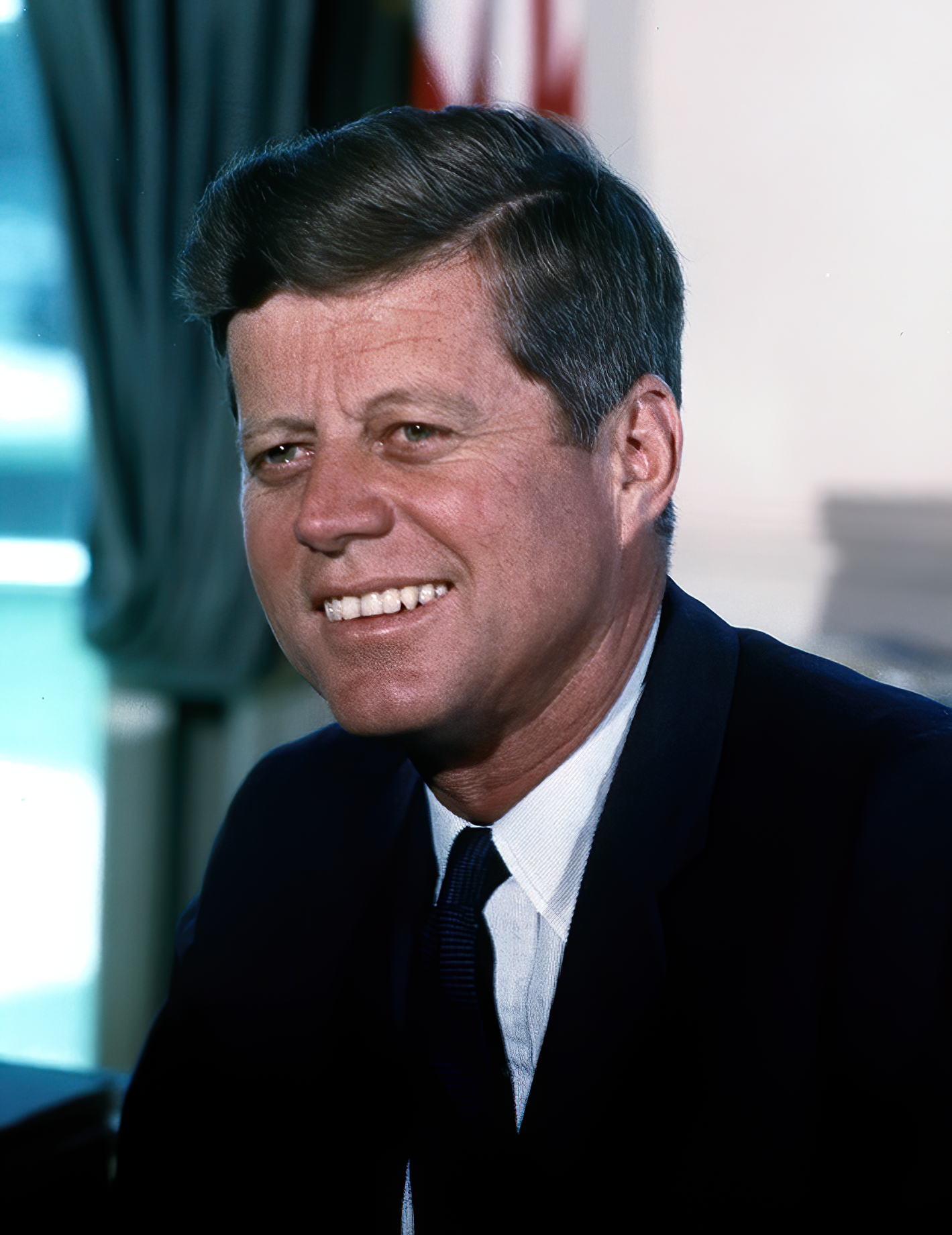
John F. Kennedy, prezydent w latach 1961–1963

Wybór na prezydenta Johna F. Kennedy’ego było odzwierciedleniem przemian w Partii Demokratycznej. Sam Kennedy wobec swojej prezydentury używał określenia nowa granica. Przedstawił projekty programów socjalnych i robót publicznych, program reformy praw obywatelskich, a także Program Apollo. Prezydentura Kennedy’ego zakończyła się zamachem na jego życie, a jego następcą został dotychczasowy wiceprezydent Lyndon B. Johnson. Kontynuował on politykę Kennedy’ego, dokończając i rozwijając większość projektów swojego poprzednika. Udało mu się pokierować kongresem tak aby przyjął ustawę o prawach obywatelskich oraz ustawy dotyczące walki z ubóstwem i niesprawiedliwością rasową.
Wojna wietnamska była kolejnym zagadnieniem dzielącym wewnętrznie Partię Demokratyczną. Prezydent Johnson znacząco zwiększył kontyngent, ale i tak nie udało mu się usunąć oddziałów Vietcongu z południa. Wraz z zaangażowaniem Stanów Zjednoczonych w wojnę w Wietnamie spadała popularność Partii Demokratycznej wśród młodych wyborców, którzy popierali Partię Demokratyczną na początku lat 60. XX wieku. W dodatku przed wyborami w 1968 roku kandydat Demokratów, senator Robert F. Kennedy został zamordowany. Zastąpił go Hubert Humphrey, który nie zdołał jednak wygrać.
Dopiero w 1976 roku kandydatowi Demokratów udało się wygrać wybory prezydenckie. Był to Jimmy Carter. Jednak wzrost inflacji i Irańska rewolucja islamska (a przede wszystkim związana z nim kryzysowa sytuacja amerykańskich dyplomatów w Iranie) przyczyniły się do wzrostu poparcia dla Republikanów i dużej przewagi republikańskiego kandydata na urząd prezydenta, Ronalda Reagana w wyborach w 1980 roku.

### Nowi Demokraci i trzecia droga (od 1980)

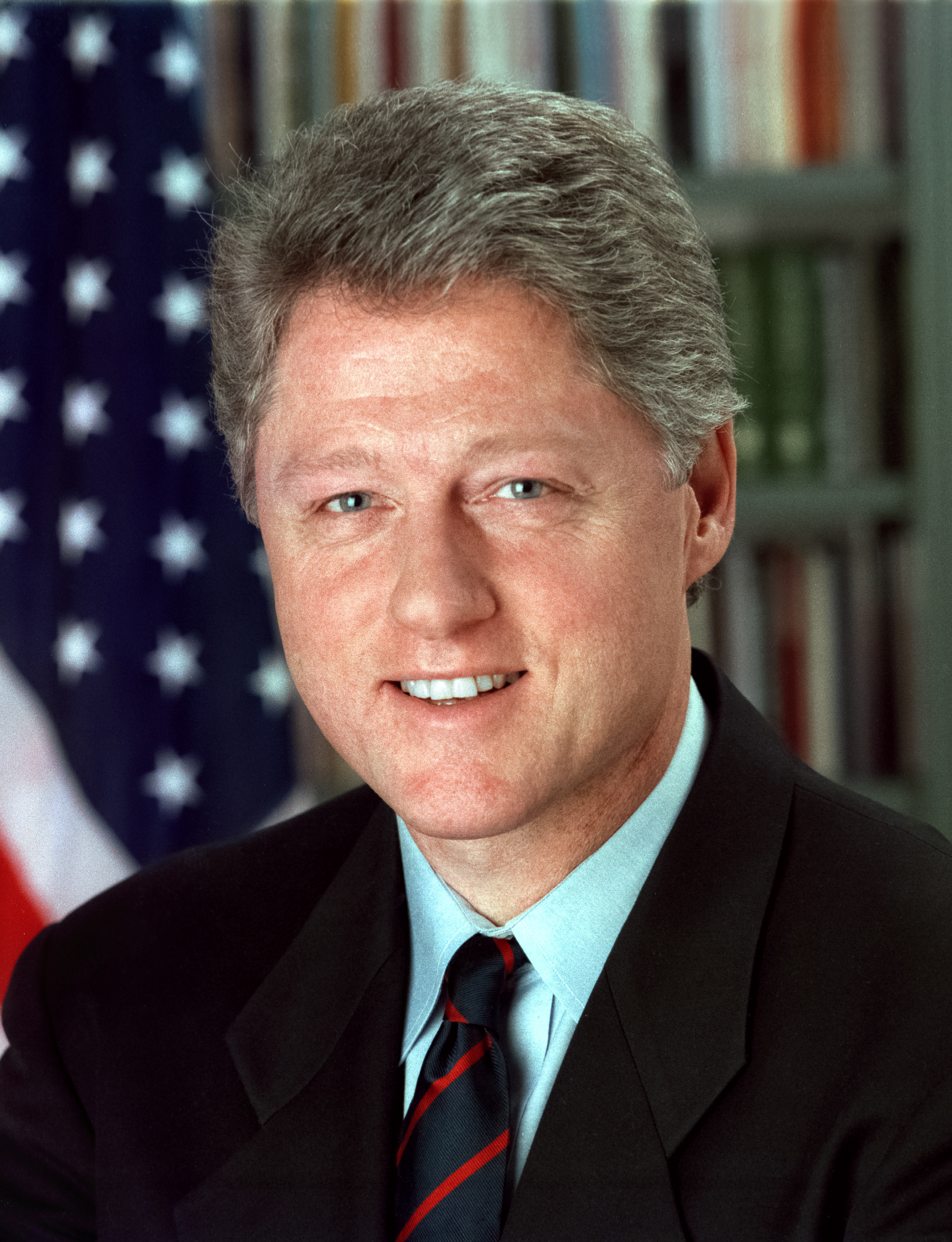
Bill Clinton – prezydent w latach 1993–2001

Demokraci cały czas posiadali większość w kongresie, ale to republikanin Ronald Reagan wygrał wybory prezydenckie w 1980 i 1984 roku, a w 1988 roku prezydentem został wybrany dotychczasowy wiceprezydent George H.W. Bush. W tym czasie w Partii Demokratycznej nastąpiło odejście od tradycji. Zaczęli w niej dominować tak zwani Nowi Demokraci – odłam, który opowiadał się za progresywizmem społecznym i trzecią drogą gospodarczą. Wyróżniającą się postacią w tym gronie był Bill Clinton. Wygrał on wybory z prezydentem George’em H.W. Bushem w 1992 roku. W czasie gdy przejmował urząd, w Stanach Zjednoczonych trwała recesja gospodarcza, ale podczas jego prezydentury nastąpił wzrost. To właśnie strategia ekonomiczna zwana powszechnie clintonomicą w opinii wielu obserwatorów doprowadziła do stabilizacji gospodarki w latach 90. XX wieku. Bill Clinton był pierwszym demokratycznym prezydentem od czasów Franklina Delano Roosevelta, który sprawował urząd przez dwie kadencje.
W 1994 roku po raz pierwszy od 40 lat Demokraci stracili większość w Kongresie na rzecz Republikanów. Odzyskali ją 12 lat później, w 2006 roku.
W wyborach prezydenckich w 2000 roku z ramienia demokratów wystartował ówczesny wiceprezydent Al Gore. Wygrał on z republikaninem George’em W. Bushem w głosowaniu powszechnym, ale przegrał w głosowaniu elektorskim, w związku z czym nie został prezydentem.
W 2008 roku prezydentem został Barack Obama i był pierwszym mulatem, który objął ten urząd. Demokraci odzyskali większość w kongresie w 2006 roku, tuż przed globalnym kryzysem finansowym. Partia Demokratyczna wprowadziła pakiet stymulacyjny i reformę służby zdrowia. Od 2010 roku większość w Izbie Reprezentantów mają Republikanie, a od 2014 także w Senacie.

Barack Obama – prezydent w latach 2009–2017

W 2017 roku skończyła się druga kadencja prezydenta Baracka Obamy. O fotel prezydenta USA z ramienia Partii Demokratycznej ubiegała się Hillary Clinton.
W 2018 roku demokraci odzyskali większość w Izbie Reprezentantów. Kandydatem Partii na Prezydenta w wyborach w 2020 roku został Joe Biden.

### Prezydenci z ramienia Partii Demokratycznej
| Imię i nazwisko            | Wizerunek    | Stan          | Od                | Do                |
| -------------------------- | ------------ | ------------- | ----------------- | ----------------- |
| Andrew Jackson             |              | Tennessee     | 4 marca 1829      | 4 marca 1837      |
| Martin Van Buren           |              | Nowy Jork     | 4 marca 1837      | 4 marca 1841      |
| James Knox Polk            |              | Tennessee     | 4 marca 1845      | 4 marca 1849      |
| Franklin Pierce            |              | New Hampshire | 4 marca 1853      | 4 marca 1857      |
| James Buchanan Jr.         |              | Pensylwania   | 4 marca 1857      | 4 marca 1861      |
| Andrew Johnson             |              | Tennessee     | 15 kwietnia 1865  | 4 marca 1869      |
| Stephen Grover Cleveland   |              | Nowy Jork     | 4 marca 1885      | 4 marca 1889      |
| Stephen Grover Cleveland   | 4 marca 1893 | Nowy Jork     | 4 marca 1897      |                   |
| Thomas W. Wilson           |              | New Jersey    | 4 marca 1913      | 4 marca 1921      |
| Franklin Delano Roosevelt  |              | Nowy Jork     | 4 marca 1933      | 12 kwietnia 1945  |
| Harry S. Truman            |              | Missouri      | 12 kwietnia 1945  | 20 stycznia 1953  |
| John Fitzgerald Kennedy    |              | Massachusetts | 20 stycznia 1961  | 22 listopada 1963 |
| Lyndon Baines Johnson      |              | Teksas        | 22 listopada 1963 | 20 stycznia 1969  |
| James Earl Carter Jr.      |              | Georgia       | 20 stycznia 1977  | 20 stycznia 1981  |
| William Jefferson Clinton  |              | Arkansas      | 20 stycznia 1993  | 20 stycznia 2001  |
| Barack Hussein Obama II    |              | Illinois      | 20 stycznia 2009  | 20 stycznia 2017  |
| Joseph Robinette Biden Jr. |              | Delaware      | 20 stycznia 2021  | 20 stycznia 2025  |

## Nazwa i symbole

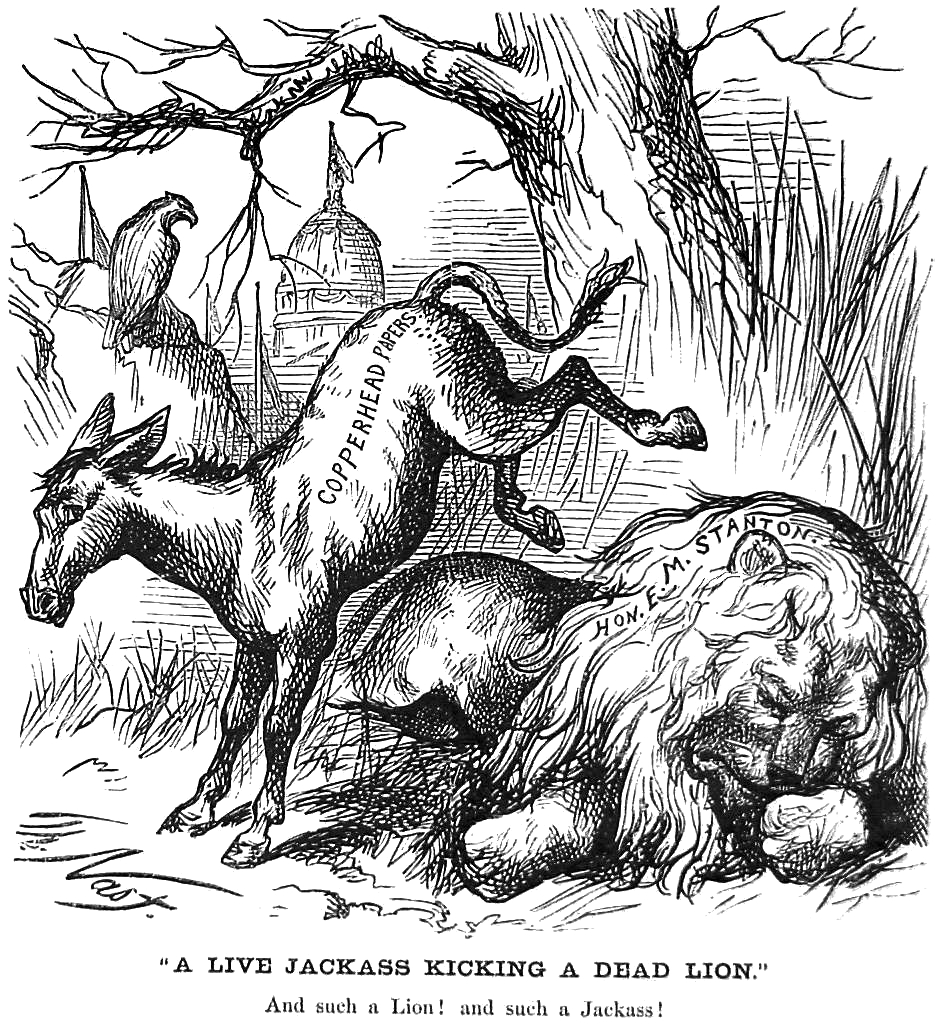
Żywy osioł kopiący martwego lwa. Karykatura autorstwa Thomasa Nasta, która ukazała się w Harper’s Magazine 19 stycznia 1870 roku. Wizerunek osła w tej pozycji na długo utrwalił się jako nieoficjalny symbol Partii Demokratycznej.

Po odłączeniu się od Partii Demokratyczno-Republikańskiej jej członkowie określali się mianem Jeffersonistów lub Jacksonistów od imion Thomasa Jeffersona i Andrew Jacksona. Stworzyli oni ugrupowanie, które ostatecznie przekształciło się w Partię Demokratyczną. Zanim to się jednak stało, ugrupowanie nosiło nazwę Partia Republikańska. To członkowie opozycyjnej Partii Federalistycznej pierwsi zaczęli nazywać Jeffersonistów demokratami i z założenia miało to mieć pejoratywny wydźwięk oraz budzić skojarzenia z rządami mafii. Ostatecznie termin Partia Demokratyczna przyjął się także wśród Jeffersonistów i w 1844 roku stał się oficjalną nazwą.
Maskotką partii jest osioł. Po raz pierwszy to skojarzenie zostało użyte przez antyjacksonistów w wyborach w 1828 roku. Przekręcali oni celowo nazwisko kandydata Andrew Jacksona na Jackass (ang. osioł). Jednak Jackson wykorzystał to na swoją korzyść, zauważając, że osioł to zwierzę o silnej woli. Najwcześniejszy znany dzisiaj wizerunek demokratycznego osiołka pochodzi z karykatury Thomasa Nasta, która ukazała się w Harper’s Magazine 19 stycznia 1870 roku.
Na początku XX wieku symbolem Partii Demokratycznej w stanach środkowo-wschodnich, takich jak Kentucky, Oklahoma i Ohio był kogut, co było odpowiedzią na republikańskiego orła. Ten symbol do dziś pojawia się na kartach do głosowania w Oklahomie, Kentucky, Indianie i Wirginii Zachodniej. W Nowym Jorku symbolem demokratów jest pięcioramienna gwiazda.
Zarówno demokraci, jak i republikanie używają kolorów flagi amerykańskiej (czerwony, niebieski i biały), ale od nocy wyborczej 2000 roku niebieski zaczął być bardziej utożsamiany z demokratami, a czerwony z republikanami. Tej nocy po raz pierwszy wszystkie programy telewizyjne używały tego samego schematu kolorów do zaznaczenia na mapie w których stanach wygrał kandydat demokratów, a w których kandydat republikanów.
We wrześniu 2010 roku Partia Demokratyczna zaprezentowała swoje nowe logo – niebieska wielka litera D w niebieskim okręgu. Było to pierwsze oficjalne logo partii (osioł jest symbolem tradycyjnym).
Jefferson-Jackson Day jest corocznym wydarzeniem organizowanym przez Partię Demokratyczną w całym państwie. Tego dnia odbywa się między innymi uroczysty obiad i zbiórka pieniędzy, Wydarzenie nosi nazwę od nazwisk prezydentów Thomasa Jeffersona i Andrew Jacksona, którym partia okazuje wdzięczność jako wybitnym przywódcom. Ze względu na kontrowersje związane ze stosunkiem Jeffersona do niewolnictwa i Jacksona do Indian, niektóre organizacje demokratyczne organizują to wydarzenie nie posługując się przy tym tradycyjną nazwą.
Piosenka Happy Days Are Here Again jest nieoficjalnym hymnem Partii Demokratycznej. Spopularyzował ją w tym środowisku Franklin Delano Roosevelt, który używał tej piosenki w swojej kampanii wyborczej. Popularnym utworem w Partii Demokratycznej jest też Don’t Stop zespołu Fleetwood Mac, spopularyzowany przez Billa Clintona w 1992 roku. Z kolei Beautiful Day zespołu U2 jest jednym z najpopularniejszych utworów wśród demokratycznych kandydatów. John Kerry wykorzystywał go w swojej kampanii w 2004 roku i wielu kandydatów do kongresu używało go celebrując swoje zwycięstwo w wyborach w 2006 roku.

## Zarząd

### Przywództwo
| Funkcja                                                     | Osoba           | Wizerunek | Data objęcia funkcji | Źródło |
| ----------------------------------------------------------- | --------------- | --------- | -------------------- | ------ |
| Przewodniczący Partii Demokratycznej w Senacie              | Charles Schumer |           | 3 stycznia 2017      | [ 58 ] |
| Przewodniczący Partii Demokratycznej w Izbie Reprezentantów | Hakeem Jeffries |           | 3 stycznia 2023      |        |
| Przewodniczący Komitetu Krajowego                           | Thomas Perez    |           | 25 lutego 2017       | [ 1 ]  |
| Sekretarz Komitetu Krajowego                                | Jason Rae       |           | 25 lutego 2017       | [ 59 ] |
| Przewodnicząca Stowarzyszenia Gubernatorów Demokratów       | Gina Raimondo   |           | 1 grudnia 2018       | [ 60 ] |

### Obecni gubernatorzy z ramienia Partii Demokratycznej
| Stany                                | Stany                  | Stany   | Stany                |
| Stan                                 | Gubernator             | Zdjęcie | Data objęcia funkcji |
| ------------------------------------ | ---------------------- | ------- | -------------------- |
| Arizona                              | Katie Hobbs            |         | 2 stycznia 2023      |
| Connecticut                          | Ned Lamont             |         | 9 stycznia 2019      |
| Delaware                             | John Carney            |         | 17 stycznia 2017     |
| Hawaje                               | Josh Green             |         | 5 grudnia 2022       |
| Illinois                             | JB Pritzker            |         | 14 stycznia 2019     |
| Kalifornia                           | Gavin Newsom           |         | 7 stycznia 2019      |
| Kansas                               | Laura Kelly            |         | 14 stycznia 2019     |
| Karolina Północna                    | Roy Cooper             |         | 1 stycznia 2017      |
| Kentucky                             | Andy Beshear           |         | 10 grudnia 2019      |
| Kolorado                             | Jared Polis            |         | 8 stycznia 2019      |
| Luizjana                             | John Bel Edwards       |         | 11 stycznia 2016     |
| Maine                                | Janet Mills            |         | 2 stycznia 2019      |
| Massachusetts                        | Maura Healey           |         | 5 stycznia 2023      |
| Michigan                             | Gretchen Whitmer       |         | 1 stycznia 2019      |
| Minnesota                            | Tim Walz               |         | 7 stycznia 2019      |
| New Jersey                           | Phil Murphy            |         | 16 stycznia 2018     |
| Nowy Meksyk                          | Michelle Lujan Grisham |         | 1 stycznia 2019      |
| Nowy Jork                            | Kathy Hochul           |         | 1 stycznia 2011      |
| Oregon                               | Kate Brown             |         | 18 lutego 2015       |
| Pensylwania                          | Tom Wolf               |         | 20 stycznia 2015     |
| Rhode Island                         | Dan McKee              |         | 6 stycznia 2015      |
| Waszyngton                           | Jay Inslee             |         | 16 stycznia 2013     |
| Wisconsin                            | Tony Evers             |         | 7 stycznia 2019      |
| Terytoria zależne                    |                        |         |                      |
| Stan                                 | Gubernator             | Zdjęcie | Od                   |
| Dystrykt Kolumbia                    | Muriel Bowser          |         | 3 stycznia 2013      |
| Guam                                 | Lou Leon Guerrero      |         | 7 stycznia 2019      |
| Wyspy Dziewicze Stanów Zjednoczonych | Albert Bryan           |         | 7 stycznia 2019      |

### Krajowy Komitet
Krajowy Komitet Partii Demokratycznej znany pod oryginalną nazwą jako Democratic National Committee (DNC) odpowiada za wspieranie, organizację i strategię kampanii wyborczych oraz pisanie programów politycznych. Nadzoruje Krajową Konwencję Partii Demokratycznej przed wyborami prezydenckimi. Obecnym przewodniczącym DNC jest Thomas Perez.

## Ideologia
Od początku istnienia Partia Demokratyczna popiera agraryzm i demokrację jacksonowską. Od lat 90. XIX wieku partia upodobała sobie progresywizm i liberalizm, który w tym wypadku odbiega od liberalizmu klasycznego i gospodarczego, a bliżej mu do socjalliberalizmu.
Partia tradycyjnie reprezentuje interesy farmerów, pracowników, związków zawodowych oraz mniejszości etnicznych i religijnych. Sprzeciwia się brakowi nadzoru finansowego i biznesowego. Popiera progresję podatkową. W partii istniało silne skrzydło konserwatywne gospodarczo, do którego należeli między innymi prezydent Grover Cleveland i gubernator Nowego Jorku Al Smith. Osłabło ono po tym jak prezydent Lyndon B. Johnson podpisał Ustawę o prawach obywatelskich. Od tego czasu rosną wpływy skrzydła pro-pracowniczego i afroamerykańskiego. Od lat 70. XX wieku zauważalny w partii jest ekologizm.

### Liberalizm
Socjalliberalizm i progresywizm to światopoglądy podzielane przez większość członków i wyborców Partii Demokratycznej.
Znaczna większość liberałów popiera powszechną służbę zdrowia, badania na komórkach macierzystych, legalizację małżeństw osób tej samej płci, ograniczenie dostępu do broni palnej, ochronę środowiska, prawo do aborcji, sekularyzm i pluralizm kulturowy. Podchodzą sceptycznie do wszelkich interwencji militarnych, a wobec umów o wolnym handlu takich jak NAFTA zwykle są podzieleni.

### Progresywizm
Progresywiści są lewicową pro-pracowniczą frakcją, która silnie wspiera regulacje gospodarcze, programy społeczno-opiekuńcze i prawa pracowników. Wielu progresywnych demokratów wywodzi się z nowej lewicy promowanej przez senatora George’a McGoverna. Byli zaangażowani w kampanię wyborczą Howarda Deana, Berniego Sandersa i Dennisa Kucinicha. W 2014 roku senator Elizabeth Warren opublikowała 11 przykazań progresywizmu. Postulowały one silniejszą kontrolę korporacji, przystępną edukację, inwestowanie w naukę, ekologizm, neutralność sieci, podniesienie i zrównanie płac, prawo do negocjacji zbiorowych, ochronę bezpieczeństwa społecznego, równość małżeństw, reformę imigracyjną i powszechny dostęp do służby zdrowia także w zakresie leczenia bezpłodności. Progresywiści sprzeciwiają się korupcji politycznej oraz domagają się zmiany ordynacji wyborczej w kwestii praw wyborczych i finansowania partii politycznych. Wielu z nich uważa za priorytet walkę z nierównością dochodową. Chociaż liberałowie i progresywiści są do siebie bardzo podobni, a niektórzy nawet należą do obu skrzydeł, różnią się od siebie pod pewnymi względami. Na przykład liberałowie kładą większy nacisk na finansowanie programów, a progresywiści na regulację przemysłu.

### Centryzm
Nowi Demokraci są najbardziej centrowym środowiskiem w Partii Demokratycznej. Pojawili się po zwycięstwie republikanina George’a H.W. Busha w wyborach w 1988 roku. Trzecia droga była dominującym światopoglądem ekonomicznym w partii od lat 80. XX wieku przez ok. 20 lat. Reprezentują ich takie organizacje jak New Democrat Network i New Democrat Coalition.
New Democrat Coalition uważa za priorytet rozwój przedsiębiorstw i wzrost gospodarczy. Jest to konserwatywne fiskalnie skrzydło partii. W porównaniu do innych stronnictw są mniej sceptyczni wobec operacji militarnych takich jak II wojna w Zatoce Perskiej i bardziej przychylni umowom o wolnym handlu, redukcji regulacji państwowych oraz obniżce podatków. Jedną z najbardziej wpływowych frakcji centrowych była organizacja non-profit Democratic Leadership Council (DLC). Promowali oni prezydenturę Billa Clintona jako dowód sprawności trzeciej drogi. DLC zostało rozwiązane w 2011 roku. Większość członków tej frakcji przeszła do think tanku Third Way.
Chociaż nigdy nie należeli do większości, zauważalnie wielu demokratów deklaruje poglądy centrowe. Są to między innymi były prezydent Bill Clinton, były wiceprezydent Al Gore, senator Mark Warner, były gubernator Pensylwanii Ed Rendell, były senator Jim Webb, prezydent Joe Biden i przewodnicząca komitetu krajowego Debbie Wasserman Schultz.

### Konserwatyzm
Niektórzy Demokraci wykazują tendencje konserwatywne. Podobnie jak liberałowie wśród Republikanów (zwani Republikanami Rockefellera), są oni mniejszością i czasem mówi się o nich demokraci tylko z nazwy. W kongresie istnieje klub Blue Dog Democrats. Jego członkowie należą do Partii Demokratycznej i mają konserwatywne socjalnie poglądy. W latach 90. „Nowi Demokraci” tacy jak prezydent Bill Clinton i wiceprezydent Al Gore otwarcie popierają konserwatywną politykę fiskalną. Oprócz tego konserwatyzm jest czasem przypisywany niektórym kandydatom na podstawie ich działalności. Na przykład prezydent Barack Obama uważa, że Franklin Delano Roosevelt prowadził konserwatywną politykę socjalną, a konserwatywny dziennikarz i zdobywca Nagrody Pulitzera George Will uważa za konserwatystę prezydenta Johna F. Kennedy’ego.

## Światopogląd
Polityka gospodarcza:
- Rozwój bezpieczeństwa socjalnego[79]
- Podwyższenie podatku od dochodów kapitałowych i stawki podatku od dywidendy powyżej 28%[80], ale niższe podatki dla osób mniej zamożnych i dla małych biznesów[81]
- Zmiana prawa podatkowego tak aby było nieprzychylne wyprowadzaniu kapitału za granicę[81]
- Podniesienie federalnej płacy minimalnej[82]
- Modernizacja i rozwój edukacji publicznej oraz zapewnienie powszechnej edukacji przedszkolnej[83][84]
- Wsparcie dla powszechnej służby zdrowia[85]
- Zwiększenie wydatków na rozwój infrastruktury[84].
- Zwiększenie inwestycji w badania naukowe i rozwój technologii[86].
- Wsparcie dla odnawialnych źródeł energii i ograniczenie zużycia paliwa kopalnego[87].
- Wprowadzenie podatku węglowego[87].
- Cięcia w Departamencie Obrony Stanów Zjednoczonych[84]
- Ochrona pracowników i prawo do zrzeszania się[88].
- Reforma systemu pożyczek studenckich umożliwiająca między innymi refinansowanie[89].
- Równe płace dla pracowników federalnych, uniezależnione od płci, rasy, wiary i pochodzenia[90].
- Odłam centrystów opowiada się także za cięciami w administracji i ograniczeniem ingerowania rządu w rynek[91].

Polityka socjalna:
- Neutralność sieci[92]
- Reforma ordynacji wyborczej i systemu finansowania kandydatów[93]
- Ochrona prawa wyborczego i łatwy dostęp do głosowania[94][95]
- Poparcie dla małżeństw osób tej samej płci i związków partnerskich[96]
- Prawo do aborcji[97]
- Polityka pro-imigracyjna[98]
- Ograniczony dostęp do broni palnej[99]
- Sprzeciw wobec tortur[100][101]
- Sprzeciw wobec cenzury w Internecie[81]

### Gospodarka
Partia Demokratyczna tradycyjnie popiera równość szans, podstawowe zabezpieczenia socjalne, związki zawodowe i państwo opiekuńcze. Ta opiekuńczość przewiduje progresję podatkową, wyższe płace minimalne, bezpieczeństwo socjalne, powszechny dostęp do służby zdrowia i edukacji oraz komunalne budownictwo mieszkaniowe. Popierają też sponsorowanie przez rząd rozwoju infrastruktury i tworzenia miejsc pracy.
Od lat 90. XX wieku wpływowe w partii jest środowisko centrystów, które opowiada się za centrową polityką ekonomiczną i zmniejszeniem wpływów rządowych w gospodarkę.

#### Polityka fiskalna
Demokraci są zwolennikami progresji podatkowej i redukcji nierówności ekonomicznej. Uważają, że rząd powinien wydawać więcej pieniędzy na sektor publiczny, a mniej na wojsko. Sprzeciwiają się oszczędzaniu na bezpieczeństwie publicznym, Medicare, Medicaid i innych programach socjalnych, uważając to za szkodliwe i niesprawiedliwe społecznie. Demokraci wierzą, że pracownik wynagradzany w postaci świadczeń socjalnych jest bardziej produktywny, a korzyści z tego są większe, niż z niskich podatków. Ponadto uważają świadczenia socjalne za esencjalną wobec wolności pozytywnej. Będąc większością w kongresie w 2007 roku Demokraci wprowadzili zasadę PAYGO, dopuszczającą planowanie wydatków budżetowych tylko ze środków aktualnie dostępnych, a nie pożyczonych.

#### Płace minimalne
Demokraci wierzą, że każdy Amerykanin ma prawo do sprawiedliwego wynagrodzenia i opowiadają się za podniesieniem płac minimalnych. Proponują minimum 10,10$/h i regularną weryfikację tej kwoty. W 2007 roku Partia Demokratyczna poczyniła kroki ku realizacji tego celu i przegłosowała w kongresie ustawę o podniesieniu federalnej płacy minimalnej z 5,15$/h do 7,25$/h.

#### Służba zdrowia

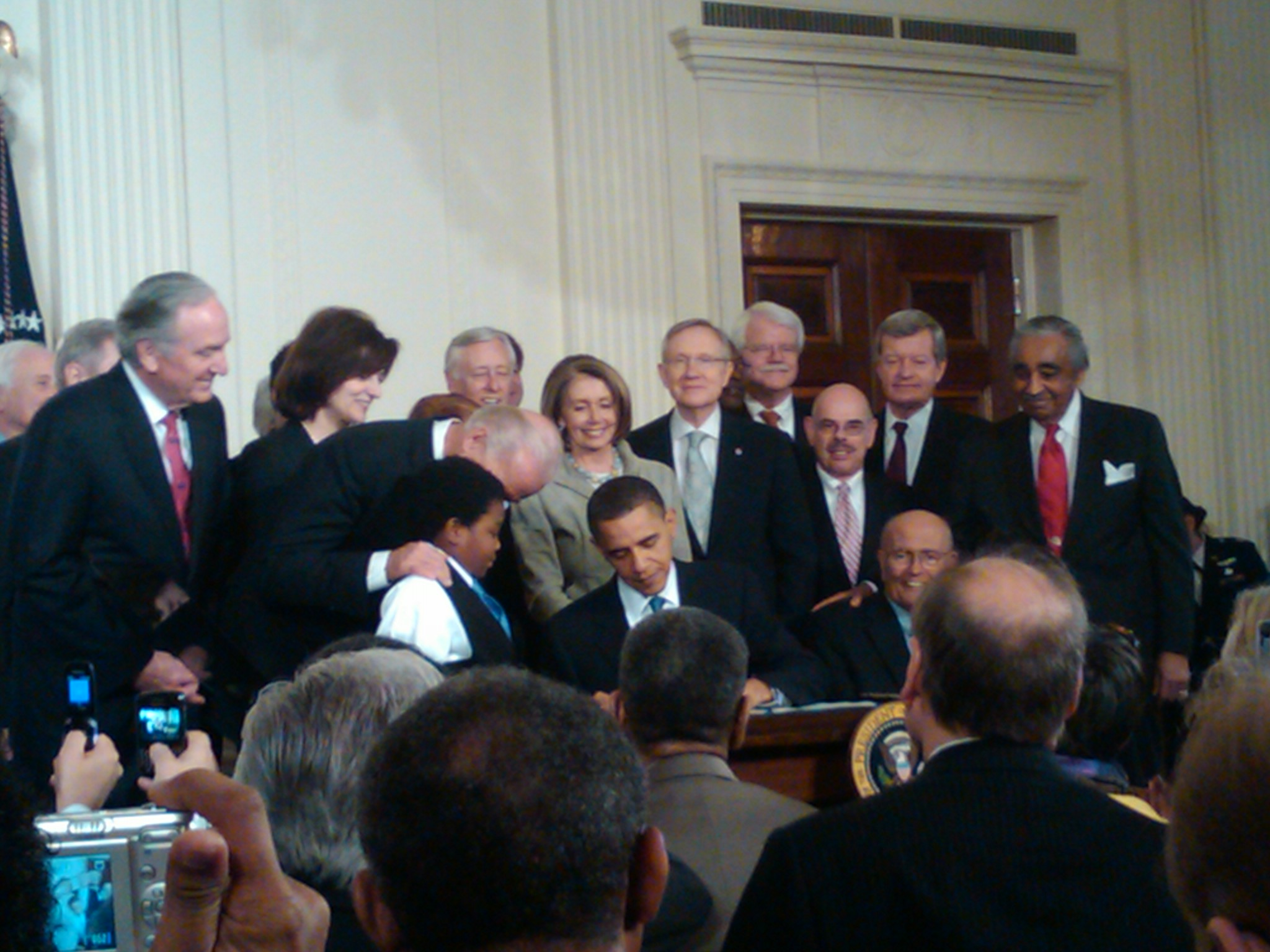
Prezydent Barack Obama podpisuje Patient Protection and Affordable Care Act 23 marca 2010 roku

Demokraci opowiadają się za niedrogą i sprawną służbą zdrowia oraz rozszerzenie wpływów rządu w tym zakresie. Preferują system państwowych ubezpieczeń zdrowotnych lub powszechną opiekę zdrowotną. Celem ma być rozwiązanie problemu stale rosnących kosztów prywatnych ubezpieczeń zdrowotnych. Niektórzy demokraci tacy jak kongresmeni John Conyers i John Dingell postulowali wprowadzenie służby zdrowia na wzór kanadyjski lub brytyjski, w której to stan opłacałby wszystkie koszty opieki zdrowotnej. John Conyers przygotował w tym celu ustawę United States National Health Care Act w 2003 roku, która jednak nigdy nie została poddana głosowaniu. Grupa istniejąca w strukturach Partii Demokratycznej, Progressive Democrats of America, ustanowiła swoim głównym priorytetem wprowadzenie opieki zdrowotnej opłacanej przez państwo. Próby reformy służby zdrowia podjął już prezydent Bill Clinton jednak zakończyły się one porażką z powodu trudności w uzyskaniu kompromisu ze zdominowanym przez Republikanów kongresem. Podobna reforma nie była później brana pod uwagę aż do 2006 roku gdy Demokraci wrócili do władzy w parlamencie. Podpisana 23 marca 2010 roku przez prezydenta Baracka Obamę ustawa Patient Protection and Affordable Care Act była jednym z najważniejszych kroków w stronę powszechnej opieki zdrowotnej. Od wcielenia ustawy w życie do kwietnia 2014 ponad 10 milionów Amerykanów zgłosiło się do objęcia federalnym ubezpieczeniem zdrowotnym.

#### Edukacja
Demokraci są w większości zwolennikami rozwoju szkół publicznych poprzez podnoszenie standardów nauczania oraz reformy oświaty na wzór Kanady i wielu państw Europy. Popierają też powszechną edukację przedszkolną i upowszechnienie dostępu do edukacji podstawowej. Proponują reformy, które obniżą zadłużenie studentów pożyczkami studenckimi. Dążą ku obniżeniu czesnych studenckich. Alternatywnie wspierają projekty pomocy studenckich.

#### Środowisko
Demokraci są zdania, że rząd powinien chronić środowisko. Nacisk kładą przede wszystkim na odnawialne źródła energii, co ma się przełożyć na poprawę gospodarki, bezpieczeństwo energetyczne i ogólne korzyści dla środowiska naturalnego. Proponują ekspansję obszarów chronionych i dążenia do rozładowania kongestii na autostradach i lotniskach. Wierzą, że błędne jest przeświadczenie jakoby trzeba było wybierać pomiędzy rozwojem ekonomii kosztem środowiska, a dbaniem o środowisko kosztem gospodarki.
Za jedno z największych zagrożeń współczesnego świata uważają globalne ocieplenie. Demokratyczny wiceprezydent Al Gore był szczególnie zaangażowany w nagłaśnianie problemu i zachęcanie do ograniczenia emisji gazów cieplarnianych. 15 października 2007 roku otrzymał za swoją działalność Pokojową Nagrodę Nobla.

#### Energetyka
Demokraci popierają rozwój przemysłu związanego z odnawianiem energii (budowa elektrowni słonecznych i wiatrowych) w celu redukcji zanieczyszczeń karbonowych. Partia promuje czystą energię i wydobycie wewnętrzne, co miałoby uczynić Stany Zjednoczone energetycznie niezależnymi. Proponuje wyższe podatki dla firm petrochemicznych i większą regulację elektrowni węglowych. Demokraci dążą do ukrócenia zależności USA od paliw kopalnych.

#### Handel
Poglądy na handel międzynarodowy w Partii Demokratycznej przeszły wyraźną ewolucję w ciągu ostatnich kilku dekad. Wielu Demokratów popiera sprawiedliwy handel, a niektórzy wolny handel. W latach 90. XX wieku demokratyczny prezydent Bill Clinton podpisał międzynarodowe porozumienie o wolnym handlu z Kanadą i Meksykiem (NAFTA). Projekt ten poparło wielu znaczących członków Partii Demokratycznej. Jednak w przypadku podobnego porozumienia z Ameryką Środkową (CAFTA) w pierwszej dekadzie XXI wieku tylko 15 demokratycznych reprezentantów zagłosowało za, a 187 przeciw.

### Sprawy społeczne

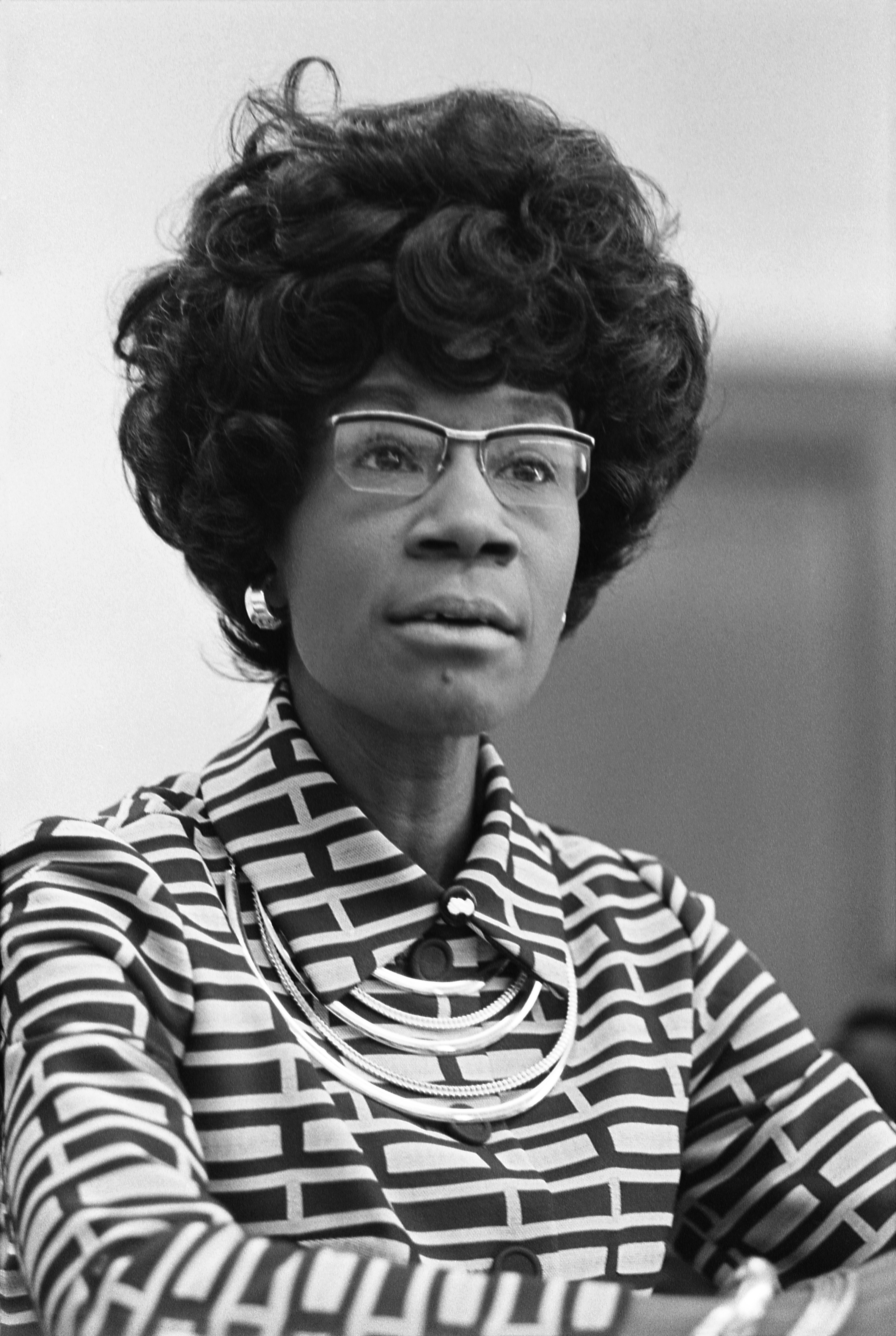
Shirley Chisholm – demokratka, pierwsza Afroamerykanka wybrana do kongresu i kandydatka na nominację Demokratów w wyborach prezydenckich

Współcześni Demokraci kładą nacisk na egalitaryzm oraz równość społeczną i rasową. Popierają prawa mniejszości, w tym także czynne prawo wyborcze. Opowiadają się za sekularyzmem, poszanowaniem wielokulturowości Stanów Zjednoczonych i prawami osób LGBT. Demokraci doprowadzili do podpisania ustawy o prawach człowieka z 1964 roku, która znosiła segregację rasową. Prawa człowieka i walka z rasizmem są rdzeniem partyjnej filozofii.

#### Równość szans
Demokraci popierają równość szans dla wszystkich Amerykanów niezależnie od płci, wieku, rasy, etniczności, orientacji seksualnej, tożsamości płciowej, religii, wyznania, czy pochodzenia. Niektórzy popierają akcje afirmatywne. Demokraci napisali i przegłosowali między innymi ustawy Americans with Disabilities Act of 1990 i ADA Amendments Act of 2008, które wyrównywały szanse dla niepełnosprawnych, między innymi wprowadzając dla nich wiele usprawnień w przestrzeni publicznej.

#### Prawa wyborcze
Demokraci uważają, że ordynacja wyborcza powinna być uproszczona i bardziej przystępna. Popierają głosowanie bez dowodu tożsamości, wydłużenie czasu głosowania i uznanie dnia głosowania świętem narodowym aby każdy miał czas zagłosować. Domagają się reformy systemu finansowania partii politycznych i reformy ordynacji wyborczej, która wyeliminowałaby gerrymandering.

#### Aborcja i prawa reprodukcyjne
Partia Demokratyczna wierzy, że „każda kobieta powinna mieć całkowitą kontrolę nad swoim ciałem” i opowiada się za antykoncepcją finansowaną ze środków publicznych dla najbiedniejszych kobiet. Program partii w latach 1992–2004 głosił, że aborcja powinna być bezpieczna, legalna i rzadka. Osiągnąć to zamierzano poprzez utrzymanie legalności aborcji, odrzucenie ustaw ograniczających kontrolę człowieka nad swoim ciałem i zmniejszenie liczby aborcji poprzez promowanie wiedzy o reprodukcji i antykoncepcji.
Według danych z Newsweeka z października 2006, 25% Demokratów opowiadało się za ochroną życia poczętego, a 69% za wolnym wyborem. Przywódca Partii Demokratycznej w Senacie (od 2007 roku) Harry Reid jest przeciwnikiem wolnego wyboru. Istnieje również odłam obrońców życia w Partii Demokratycznej o nazwie Democrats for Life of America.

#### Imigranci

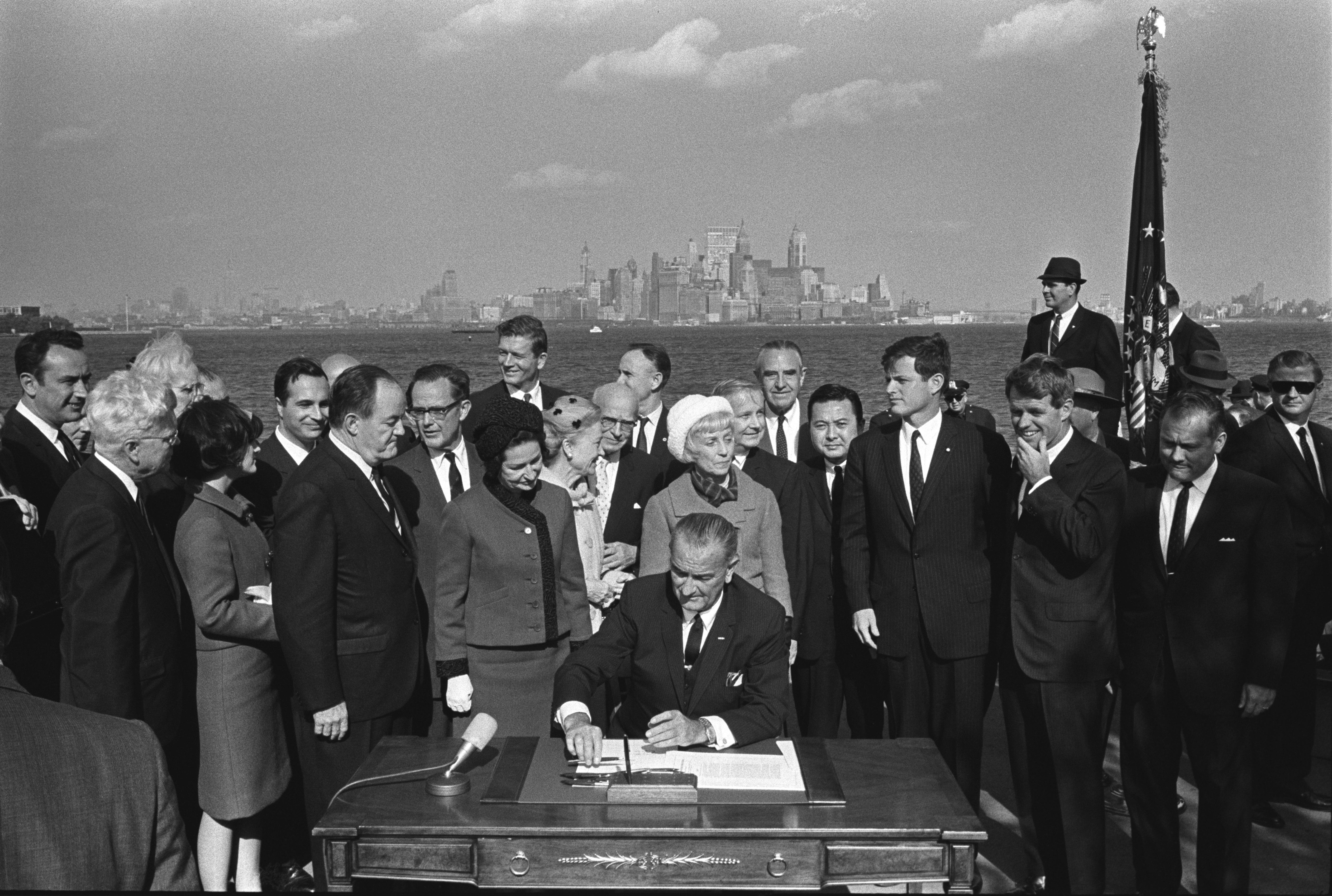
Prezydent Lyndon B. Johnson podpisuje ustawę imigracyjną z 1965 roku

Wielu Demokratów opowiada się za reformą prawa imigracyjnego Stanów Zjednoczonych tak aby ułatwić tak zwanym nielegalnym imigrantom uzyskanie obywatelstwa. Prezydent Barack Obama ogłosił w listopadzie 2013 roku, że w prawo imigracyjne źle funkcjonuje i należy je naprawić by niezwykle zdolni młodzi ludzie, którzy przybyli do Stanów Zjednoczonych aby studiować, mogli uzyskać pełne amerykańskie obywatelstwo. Według badań The Public Religion Research Institute z 2013 roku 73% Demokratów i 63% wszystkich Amerykanów popierało ułatwienie imigrantom uzyskania obywatelstwa.
To za sprawą Demokratów w 1968 roku weszła w życie reforma wizowa. Została ona przygotowana przez kongresmena Emanuela Cellera i podpisana przez prezydenta Lyndona B. Johnsona. Ustawa znosiła system wizowy oparty na pochodzeniu etnicznym i nakazywała branie pod uwagę relacji rodzinnych oraz umiejętności ubiegającego się o wizę.
W 2013 roku Demokraci w senacie przegłosowali ustawę, która legalizowała pobyt wszystkich nielegalnych imigrantów przebywających w tym czasie na terenie Stanów Zjednoczonych.

#### LGBT
Partia Demokratyczna wspiera prawa osób LGBT, w tym także prawo do małżeństwa osób tej samej płci i rejestrowane związki partnerskie. Znaczna większość Demokratów popierała także inne prawa związane ze społecznością LGBT takie jak zakaz szerzenia nienawiści, zapobieganie dyskryminacji w miejscach pracy, a także uchylenie ustawy Don’t ask, don’t tell.
Zakaz czynnej służby wojskowej dla homoseksualistów został wprowadzony przez republikańskiego prezydenta Ronalda Reagana. W 1994 roku prezydent Bill Clinton podpisał ustawę Don’t ask, don’t tell. Był to kompromis demokratycznego prezydenta i zdominowanego przez Republikanów kongresu umożliwiający służbę militarną homoseksualnych, ale za cenę całkowitego zakazu rozmawiania o orientacji seksualnej w wojsku. Ustawa została zniesiona przez prezydenta Baracka Obamę w 2010 roku. Od tego momentu homoseksualiści nadal mają prawo do czynnej służby wojskowej, ale rozmawianie na temat orientacji seksualnej nie jest już zakazane.
Barack Obama jest też pierwszym prezydentem Stanów Zjednoczonych, który otwarcie przyznał, że popiera małżeństwa osób tej samej płci. Jeszcze jako senator sprzeciwiał się ustawom ograniczającym to prawo, takim jak Defense of Marriage Act i Don’t ask, don’t tell.
Badania Pew Research Center z 2006 roku pokazywały, że 55% Demokratów popierała adopcję przez pary homoseksualne, a 40% było przeciwnych, natomiast 70% Demokratów popierało prawo do służby militarnej homoseksualistów, a 23% było przeciwnych. W 2009 roku badania The Gallup Organization pokazały, że wśród Demokratów poparcie dla służby militarnej osób homoseksualnych wzrosło do 82%. Według badań Newsweeka z czerwca 2008 roku 42% Demokratów popierało małżeństwa osób tej samej płci, 23% opowiadała się tylko za rejestrowanym związkiem partnerskim, a 28% było przeciwnych jakiejkolwiek prawnej rejestracji podobnego związku. Z czasem poparcie dla małżeństw jednopłciowych w Partii Demokratycznej wzrosło i według badań ABC News/Washington Post z kwietnia 2009 roku wynosiło ono 62%. Jednym z bardziej wyróżniających się Demokratów, którzy są przeciwnikami małżeństwom osób jednopłciowych jest John Kerry, kandydat Demokratów na prezydenta w 2004 roku i późniejszy Sekretarz stanu Stanów Zjednoczonych w gabinecie Baracka Obamy.

### Prawo

#### Prawo do posiadania broni
Partia Demokratyczna postawiła sobie za cel zmniejszenie przestępczości i liczby zabójstw. W związku z tym wprowadziła w przeszłości wiele przepisów dotyczących kontroli posiadania broni. Prezydent Franklin Delano Roosevelt wprowadził wymaganie posiadania licencji na sprzedaż broni palnej i ograniczył dostęp do posiadania broni przez osoby skazane. W 1968 roku prezydent Lyndon B. Johnson podniósł wiek nabycia prawa do posiadania broni do 21 lat i wprowadził ograniczenia dotyczące międzynarodowego handlu bronią. W 1994 roku prezydent Clinton podpisał zakaz handlu półautomatyczną bronią szturmową i bronią posiadającą dużą pojemność magazynka.

#### Kara śmierci
Większość Demokratów popiera karę śmierci. W 1996 roku za ustawą zaostrzającą karę śmierci w ramach walki z terroryzmem zagłosowało 105/191 demokratycznych reprezentantów i 40/47 demokratycznych senatorów. Ustawę podpisał także demokratyczny prezydent Bill Clinton. Demokratyczni przeciwnicy kary śmierci to przede wszystkim progresywiści. Jednym z nich był kongresmen z Teksasu Henry González, który sporządził ustawę zakazującą kary śmierci i próbował nakłonić zdominowany przez Demokratów kongres do przegłosowania jej w 1990, 1992, 1993 i 1995 roku, ale nigdy mu się to nie udało.

#### Tortury
Demokraci są podzieleni w kwestii stosowania tortur przez United States Army. Przeciwni są głównie liberałowie, uważając takie metody za niehumanitarne i wbrew Konwencji genewskiej. Rezultaty przesłuchań więźniów tymi metodami nazywają kwestionowanymi. Tortury popierają głównie centryści.

#### Patriot Act
Obecnie Partia Demokratyczna jest podzielona w sprawie USA Patriot Act. W 2001 roku za tą ustawą zagłosowało 145/207 demokratycznych reprezentantów i wszyscy demokratyczni senatorowie oprócz Russa Feingolda (głos przeciw) i Mary Landrieu (wstrzymała się od głosu). W 2006 roku Demokraci byli podzieleni w sprawie przedłużenia Patriot Act – za przedłużeniem opowiedziała się większość demokratycznych senatorów, a przeciw większość demokratycznych reprezentantów. W 2015 roku Senat przytaczającą liczbą głosów (przeciwko była tylko jedna Demokratka – Tammy Baldwin) poparł ustawę o NSA, która przedłużała ważność Patriotic Act. Ustawę podpisał demokratyczny prezydent Barack Obama.

#### Ochrona danych osobowych
Demokraci wierzą, że dane osobowe każdego człowieka powinny być chronione. Sprzeciwiali się między innymi nielegalnemu nadzorowi NSA w latach 2001–2007. Niektórzy domagają się też wprowadzenia przepisów ochrony konsumenta, ograniczającej wymianę danych o konsumencie między korporacjami. Są przeciwni penalizacji kontaktów homoseksualnych i uważają, że rząd nie powinien regulować zachowań seksualnych osób dorosłych, gdyż jest to ich prywatna sprawa.

### Polityka zagraniczna
Większość członków Partii Demokratycznej jest zdania, że Stany Zjednoczone za bardzo ingerują w sprawy innych państw, mimo że to ugrupowanie w przeszłości także przyczyniało się do zaangażowania swojego kraju w interwencje militarne (Inwazja w Zatoce Świń, operacja Allied Force).

#### Irak
W 2002 roku demokratyczni kongresmeni byli podzieleni w sprawie autoryzacji inwazji sił amerykańskich w Iraku. Poparło ją 81/208 demokratycznych reprezentantów i 29/50 senatorów. Wielu demokratów wyraziło później żal z powodu tej decyzji, między innymi były senator i kandydat na wiceprezydenta John Edwards oraz była senator i sekretarz stanu Hillary Clinton. Lider demokratów w senacie Harry Reid w kwietniu 2007 roku nazwał wojnę przegraną, a inni (szczególnie w okresie kampanii prezydenckiej w 2004 roku) oskarżali prezydenta George’a W. Busha o publiczne kłamstwo odnośnie do produkcji broni masowego rażenia w Iraku. W 2006 roku wycofanie sił z Iraku znalazło się w programie partii. W kwietniu 2008 roku sondaż dla CBS News wykazał, że 89% Demokratów w całym kraju było niezadowolonych z efektów inwazji Stanów Zjednoczonych na Irak i opowiadało się za zakończeniem wojny w kolejnym roku. 27 lutego 2009 przyszły prezydent Barack Obama zapowiedział swój plan wycofania wojsk z Iraku jeśli wygra wybory. Plan spotkał się z ponadpartyjnym poparciem. Obama wycofał ostatnie oddziały z Iraku w 2011 roku.

#### Iran
Partia Demokratyczna krytykowała program nuklearny Iranu i opowiadała się za sankcjami ekonomicznymi wobec irańskiego rządu. W 2013 roku Demokratycznemu gabinetowi udało się wypracować porozumienie z irańskim rządem – Iran zawiesił swój program, a Stany Zjednoczone wycofały sankcje. Od tego czasu Partia Demokratyczna popiera zacieśnianie stosunków dyplomatycznych z Iranem. W 2015 roku gabinet Obamy podpisał oficjalne Porozumienie nuklearne z Iranem.

#### Afganistan
W 2001 roku Demokratyczni kongresmeni zagłosowali niemal jednogłośnie za interwencją militarną w Afganistanie w ramach wojny z terroryzmem i wymierzenia sprawiedliwości ludziom odpowiedzialnym za zamachy z 11 września 2001 roku. Jednak większość z nich sprzeciwiała się przedłużającej się okupacji wojska amerykańskich w Afganistanie. W 2009 roku przeciwko wojnie było 75% Demokratów. Tego sprzeciwu nie podzielał natomiast prezydent Barack Obama, który zapowiedział, że chciałby aby amerykański kontyngent w Afganistanie utrzymał się nawet po zakończeniu jego kadencji.

## Wyniki wyborów
Do lat 30 XIX wieku ugrupowanie, które przekształciło się w Partię Demokratyczną i sama Partia Demokratyczna używały w wyborach innych nazw.
Poniższa tabela nie uwzględnia tego, że wiele wyborów trwało na przełomie dwóch lat, szczególnie przed 1880 rokiem.
| Rok                                                                                           | Izba reprezentantów | Izba reprezentantów | Izba reprezentantów | Izba reprezentantów | Senat   | Senat  | Senat | Senat  | Prezydent                 | Prezydent        | Prezydent        | Prezydent        | Prezydent        | Prezydent         | Prezydent         | Prezydent         | Prezydent         |
| Rok                                                                                           | Miejsca             | Zmiana              | %                   | Zmiana              | Miejsca | Zmiana | %     | Zmiana | Kandydat                  | Głosy powszechne | Głosy powszechne | Głosy powszechne | Głosy powszechne | Głosy elektorskie | Głosy elektorskie | Głosy elektorskie | Głosy elektorskie |
| Rok                                                                                           | Miejsca             | Zmiana              | %                   | Zmiana              | Miejsca | Zmiana | %     | Zmiana | Kandydat                  | Liczba           | Zmiana           | %                | Liczba           | Głosy             | Zmiana            | %                 | Zmiana            |
| --------------------------------------------------------------------------------------------- | ------------------- | ------------------- | ------------------- | ------------------- | ------- | ------ | ----- | ------ | ------------------------- | ---------------- | ---------------- | ---------------- | ---------------- | ----------------- | ----------------- | ----------------- | ----------------- |
| 1822                                                                                          | 71/213              | –                   | 33,33               | –                   | 31/48   | –      | 64,58 | –      |                           |                  |                  |                  |                  |                   |                   |                   |                   |
| 1824                                                                                          | 104/213             | 33                  | 48,83               | 15,50               | 26/48   | 5      | 54,17 | 10,41  | Andrew Jackson            | 151 271          | –                | 41,35            | –                | 99/261            | –                 | 37,93             | –                 |
| 1826                                                                                          | 113/213             | 9                   | 53,05               | 4,22                | 27/48   | 1      | 56,25 | 2,08   |                           |                  |                  |                  |                  |                   |                   |                   |                   |
| 1828                                                                                          | 136/213             | 23                  | 63,85               | 10,80               | 25/48   | 2      | 52,08 | 4,17   | Andrew Jackson            | 642 553          | 491 282          | 55,97            | 14,62            | 178/261           | 79                | 68,20             | 97,95             |
| 1830                                                                                          | 126/213             | 10                  | 59,15               | -4,70               | 24/48   | 1      | 50,00 | 2,08   |                           |                  |                  |                  |                  |                   |                   |                   |                   |
| 1832                                                                                          | 143/240             | 7                   | 59,58               | 0,43                | 20/48   | 4      | 41,67 | 8,33   | Andrew Jackson            | 701 780          | 59 227           | 54,23            | 1,74             | 178/261           | 0                 | 76,57             | 59,31             |
| 1834                                                                                          | 143/242             | 0                   | 59,09               | -0,49               | 26/52   | 6      | 50,00 | 8,33   |                           |                  |                  |                  |                  |                   |                   |                   |                   |
| 1836                                                                                          | 128/242             | 15                  | 52,89               | -6,20               | 35/52   | 9      | 67,31 | 17,31  | Martin Van Buren          | 764 176          | 62 396           | 50,83            | 3,40             | 170/294           | 8                 | 57,82             | 18,75             |
| 1838                                                                                          | 125/242             | 3                   | 51,65               | -1,24               | 30/52   | 5      | 57,69 | 9,62   |                           |                  |                  |                  |                  |                   |                   |                   |                   |
| 1840                                                                                          | 98/242              | 27                  | 40,50               | -11,15              | 22/52   | 8      | 42,31 | 15,38  | Martin Van Buren          | 1 128 854        | 364 678          | 52,88            | 2,05             | 234/294           | 64                | 20,41             | 37,41             |
| 1842                                                                                          | 147/223             | 49                  | 65,92               | 25,42               | 23/52   | 1      | 44,23 | 1,92   |                           |                  |                  |                  |                  |                   |                   |                   |                   |
| 1844                                                                                          | 142/228             | 5                   | 64,47               | -1,45               | 34/58   | 11     | 58,62 | 14,39  | James Polk                | 1 339 494        | 210 640          | 49,54            | 3,34             | 170/275           | 64                | 61,81             | 41,40             |
| 1846                                                                                          | 110/230             | 32                  | 47,83               | -16,64              | 38/60   | 4      | 63,33 | 4,71   |                           |                  |                  |                  |                  |                   |                   |                   |                   |
| 1848                                                                                          | 113/233             | 3                   | 48,50               | 0,67                | 35/62   | 3      | 56,45 | 6,88   | Lewis Cass                | 1 361 393        | 21 899           | 47,28            | 2,26             | 163/290           | 7                 | 56,21             | 5,60              |
| 1850                                                                                          | 127/233             | 14                  | 54,51               | 6,01                | 36/62   | 1      | 58,06 | 1,61   |                           |                  |                  |                  |                  |                   |                   |                   |                   |
| 1852                                                                                          | 157/234             | 30                  | 67,38               | 12,87               | 38/62   | 2      | 61,29 | 3,23   | Franklin Pierce           | 1 607 510        | 246 117          | 50,84            | 3,56             | 254/290           | 91                | 85,81             | 29,60             |
| 1854                                                                                          | 83/234              | 74                  | 35,47               | -31,91              | 39/62   | 1      | 62,90 | 1,61   |                           |                  |                  |                  |                  |                   |                   |                   |                   |
| 1856                                                                                          | 132/237             | 49                  | 55,70               | 20,23               | 41/66   | 2      | 62,12 | 0,78   | James Buchanan            | 1 836 072        | 228 562          | 45,28            | 5,56             | 254/296           | 0                 | 58,78             | 27,03             |
| 1858                                                                                          | 83/238              | 49                  | 34,87               | -20,83              | 38/66   | 3      | 57,58 | 4,54   |                           |                  |                  |                  |                  |                   |                   |                   |                   |
| 1860                                                                                          | 44/183              | 39                  | 24,04               | -10,83              | 15/50   | 23     | 30,00 | 27,58  | Stephen A. Douglas        | 1 380 202        | 455 870          | 29,46            | 15,82            | 12/303            | 312               | 3,96              | 54,82             |
| 1862                                                                                          | 72/184              | 28                  | 39,13               | 15,09               | 10/52   | 5      | 19,23 | 10,77  |                           |                  |                  |                  |                  |                   |                   |                   |                   |
| 1864                                                                                          | 38/193              | 34                  | 19,69               | -19,44              | 11/54   | 1      | 20,37 | 1,14   | George McClellan          | 1 812 807        | 432 605          | 44,96            | 15,50            | 21/233            | 79                | 9,01              | 5,05              |
| 1866                                                                                          | 47/226              | 9                   | 20,80               | 1,11                | 9/68    | 2      | 13,24 | 7,13   |                           |                  |                  |                  |                  |                   |                   |                   |                   |
| 1868                                                                                          | 67/243              | 20                  | 27,57               | 6,77                | 12/74   | 3      | 16,22 | 2,98   | Horatio Seymour           | 2 708 744        | 895 937          | 47,34            | 2,38             | 80/294            | 59                | 27,21             | 18,20             |
| 1870                                                                                          | 104/243             | 37                  | 42,80               | 15,23               | 17/74   | 5      | 22,97 | 6,75   |                           |                  |                  |                  |                  |                   |                   |                   |                   |
| 1872                                                                                          | 88/292              | 16                  | 30,14               | -12,66              | 19/74   | 2      | 25,68 | 2,71   | Horace Greeley            | 2 834 761        | 126 017          | 43,78            | 3,56             | 3/352             | 136               | 18,75             | 8,46              |
| 1874                                                                                          | 182/293             | 94                  | 62,12               | 31,98               | 28/76   | 9      | 36,84 | 11,16  |                           |                  |                  |                  |                  |                   |                   |                   |                   |
| 1876                                                                                          | 155/293             | 27                  | 52,90               | -9,22               | 35/76   | 7      | 46,05 | 9,21   | Samuel J. Tilden          | 4 286 808        | 1 452 047        | 50,92            | 7,14             | 184/369           | 240               | 49,86             | 31,11             |
| 1878                                                                                          | 141/293             | 14                  | 48,12               | -4,78               | 42/76   | 7      | 55,26 | 9,21   |                           |                  |                  |                  |                  |                   |                   |                   |                   |
| 1880                                                                                          | 128/293             | 13                  | 43,69               | -4,43               | 37/76   | 5      | 48,68 | 6,58   | Winfield Hancock          | 4 444 260        | 157 452          | 48,25            | 2,67             | 155/369           | 29                | 42,01             | 7,85              |
| 1882                                                                                          | 196/325             | 68                  | 60,31               | 16,62               | 36/76   | 1      | 47,37 | 1,31   |                           |                  |                  |                  |                  |                   |                   |                   |                   |
| 1884                                                                                          | 182/325             | 14                  | 56,00               | -4,31               | 34/76   | 2      | 44,74 | 2,63   | Grover Cleveland          | 4 914 482        | 470 222          | 48,85            | 0,60             | 219/401           | 64                | 54,61             | 12,60             |
| 1886                                                                                          | 167/325             | 15                  | 51,38               | -4,62               | 37/76   | 3      | 48,68 | 3,94   |                           |                  |                  |                  |                  |                   |                   |                   |                   |
| 1888                                                                                          | 152/332             | 15                  | 45,78               | -5,60               | 37/88   | 0      | 42,05 | 6,63   | Grover Cleveland          | 5 534 488        | 620 006          | 48,63            | 0,22             | 168/401           | 51                | 41,90             | 12,71             |
| 1890                                                                                          | 238/332             | 86                  | 71,69               | 25,91               | 39/88   | 2      | 44,32 | 2,27   |                           |                  |                  |                  |                  |                   |                   |                   |                   |
| 1892                                                                                          | 218/356             | 20                  | 61,24               | -10,45              | 44/88   | 5      | 50,00 | 5,68   | Grover Cleveland          | 5 553 898        | 19 410           | 46,02            | 2,61             | 277/444           | 109               | 62,39             | 20,49             |
| 1894                                                                                          | 93/357              | 125                 | 26,05               | -35,19              | 40/90   | 4      | 44,44 | 5,56   |                           |                  |                  |                  |                  |                   |                   |                   |                   |
| 1896                                                                                          | 124/357             | 31                  | 34,73               | 8,68                | 34/90   | 6      | 37,79 | 6,65   | William Bryan             | 6 509 052        | 955 154          | 46,70            | 0,68             | 176/447           | 101               | 39,37             | 23,02             |
| 1898                                                                                          | 161/357             | 37                  | 45,10               | 10,37               | 26/90   | 8      | 28,89 | 8,90   |                           |                  |                  |                  |                  |                   |                   |                   |                   |
| 1900                                                                                          | 151/357             | 10                  | 42,30               | -2,80               | 32/90   | 6      | 35,56 | 6,67   | William Bryan             | 6 370 932        | 138 120          | 45,52            | 1,18             | 155/447           | 21                | 34,68             | 4,69              |
| 1902                                                                                          | 176/386             | 25                  | 45,60               | 3,30                | 33/90   | 1      | 36,67 | 1,11   |                           |                  |                  |                  |                  |                   |                   |                   |                   |
| 1904                                                                                          | 135/386             | 41                  | 34,97               | -10,63              | 32/90   | 1      | 35,56 | 1,11   | Alton B. Parker           | 5 083 880        | 1 287 052        | 37,59            | 7,93             | 140/476           | 15                | 29,41             | 5,27              |
| 1906                                                                                          | 167/391             | 32                  | 42,71               | 7,74                | 31/92   | 1      | 33,70 | 1,86   |                           |                  |                  |                  |                  |                   |                   |                   |                   |
| 1908                                                                                          | 172/391             | 15                  | 43,99               | 1,28                | 32/92   | 1      | 34,78 | 1,08   | William Bryan             | 6 408 979        | 1 325 099        | 43,04            | 5,45             | 162/483           | 22                | 33,54             | 4,13              |
| 1910                                                                                          | 230/394             | 58                  | 58,38               | 14,39               | 44/96   | 12     | 45,83 | 11,05  |                           |                  |                  |                  |                  |                   |                   |                   |                   |
| 1912                                                                                          | 291/435             | 61                  | 66,90               | 8,52                | 51/96   | 7      | 53,13 | 7,30   | Woodrow Wilson            | 6 296 284        | 112 695          | 41,84            | 1,20             | 435/531           | 273               | 81,92             | 48,38             |
| 1914                                                                                          | 230/435             | 61                  | 52,87               | 14,02               | 56/96   | 5      | 58,33 | 5,20   |                           |                  |                  |                  |                  |                   |                   |                   |                   |
| 1916                                                                                          | 214/435             | 16                  | 49,20               | 3,68                | 54/96   | 2      | 56,25 | 2,08   | Woodrow Wilson            | 9 126 868        | 2 830 584        | 49,24            | 7,40             | 277/531           | 158               | 52,17             | 29,75             |
| 1918                                                                                          | 192/435             | 22                  | 44,14               | 5,06                | 47/96   | 7      | 48,96 | 7,29   |                           |                  |                  |                  |                  |                   |                   |                   |                   |
| 1920                                                                                          | 131/435             | 61                  | 30,11               | 14,02               | 37/96   | 10     | 38,54 | 10,42  | James M. Cox              | 9 139 661        | 12 793           | 34,15            | 15,09            | 127/531           | 150               | 34,15             | 18,02             |
| 1922                                                                                          | 207/435             | 76                  | 47,59               | 17,47               | 42/96   | 5      | 43,75 | 5,21   |                           |                  |                  |                  |                  |                   |                   |                   |                   |
| 1924                                                                                          | 183/435             | 24                  | 42,07               | 5,52                | 41/96   | 1      | 42,71 | 1,04   | John W. Davis             | 8 386 242        | 753 419          | 28,82            | 5,33             | 136/531           | 9                 | 25,61             | 8,54              |
| 1926                                                                                          | 194/435             | 11                  | 44,60               | 2,53                | 46/96   | 5      | 47,92 | 5,21   |                           |                  |                  |                  |                  |                   |                   |                   |                   |
| 1928                                                                                          | 164/435             | 30                  | 37,70               | 6,90                | 39/96   | 7      | 40,63 | 7,29   | Al Smith                  | 15 015 464       | 6 629 222        | 40,80            | 11,98            | 87/531            | 49                | 16,38             | 9,23              |
| 1930                                                                                          | 216/435             | 52                  | 49,66               | 11,95               | 47/96   | 8      | 48,96 | 8,33   |                           |                  |                  |                  |                  |                   |                   |                   |                   |
| 1932                                                                                          | 313/435             | 97                  | 71,95               | 22,30               | 59/96   | 12     | 61,46 | 12,5   | Franklin Delano Roosevelt | 22 821 277       | 7 805 813        | 57,41            | 16,61            | 472/531           | 385               | 88,89             | 72,51             |
| 1934                                                                                          | 322/435             | 9                   | 74,02               | 2,07                | 69/96   | 10     | 71,88 | 10,42  |                           |                  |                  |                  |                  |                   |                   |                   |                   |
| 1936                                                                                          | 334/435             | 12                  | 76,78               | 2,76                | 76/96   | 7      | 79,17 | 7,29   | Franklin Delano Roosevelt | 27 752 648       | 4 931 371        | 60,80            | 3,39             | 523/531           | 51                | 98,49             | 9,60              |
| 1938                                                                                          | 262/435             | 72                  | 60,23               | 16,55               | 69/96   | 7      | 71,88 | 7,29   |                           |                  |                  |                  |                  |                   |                   |                   |                   |
| 1940                                                                                          | 267/435             | 5                   | 61,38               | 1,15                | 66/96   | 3      | 68,75 | 3,13   | Franklin Delano Roosevelt | 27 313 945       | 438 703          | 54,74            | 6,06             | 449/531           | 74                | 84,56             | 13,93             |
| 1942                                                                                          | 222/435             | 45                  | 51,03               | 10,34               | 57/96   | 9      | 59,38 | 9,37   |                           |                  |                  |                  |                  |                   |                   |                   |                   |
| 1944                                                                                          | 244/435             | 22                  | 56,09               | 5,06                | 57/96   | 0      | 59,38 | 0,00   | Franklin Delano Roosevelt | 25 612 916       | 1 701 029        | 53,39            | 1,35             | 432/531           | 17                | 81,36             | 3.20              |
| 1946                                                                                          | 188/435             | 56                  | 43,22               | 12,87               | 45/96   | 12     | 46,88 | 12,5   |                           |                  |                  |                  |                  |                   |                   |                   |                   |
| 1948                                                                                          | 263/435             | 75                  | 60,46               | 17,24               | 54/96   | 9      | 56,25 | 9,37   | Harry Truman              | 24 179 347       | 1 433 569        | 49,55            | 3,84             | 303/531           | 129               | 57,06             | 24,30             |
| 1950                                                                                          | 235/435             | 28                  | 54,02               | 6,44                | 49/96   | 5      | 51,04 | 5,21   |                           |                  |                  |                  |                  |                   |                   |                   |                   |
| 1952                                                                                          | 213/435             | 22                  | 48,97               | 5,06                | 47/96   | 2      | 48,96 | 2,08   | Adlai Ewing Stevenson II  | 27 375 090       | 3 195 743        | 44,33            | 5,22             | 89/531            | 214               | 16,76             | 40,30             |
| 1954                                                                                          | 232/435             | 19                  | 53,33               | 4,37                | 48/96   | 1      | 50,00 | 1,04   |                           |                  |                  |                  |                  |                   |                   |                   |                   |
| 1956                                                                                          | 232/435             | 0                   | 53,33               | 0,00                | 49/96   | 1      | 51,04 | 1,04   | Adlai Ewing Stevenson II  | 26 028 028       | 1 347 062        | 41,97            | 2,36             | 73/531            | 16                | 13,75             | 3,01              |
| 1958                                                                                          | 282/435             | 50                  | 64,83               | 11,49               | 65/100  | 6      | 65,00 | 6,00   |                           |                  |                  |                  |                  |                   |                   |                   |                   |
| 1960                                                                                          | 264/435             | 18                  | 60,69               | 4,14                | 64/100  | 1      | 64,00 | 1,00   | John F. Kennedy           | 34 220 984       | 8 192 956        | 49,72            | 7,75             | 303/537           | 230               | 56,42             | 42,67             |
| 1962                                                                                          | 260/435             | 4                   | 59,77               | 0,92                | 66/100  | 2      | 66,00 | 2,00   |                           |                  |                  |                  |                  |                   |                   |                   |                   |
| 1964                                                                                          | 295/435             | 35                  | 67,82               | 8,05                | 68/100  | 2      | 68,00 | 2,00   | Lyndon B. Johnson         | 43 127 041       | 8 906 057        | 61,05            | 11,33            | 442/538           | 139               | 90,33             | 33,91             |
| 1966                                                                                          | 248/435             | 47                  | 57,01               | 10,80               | 64/100  | 4      | 64,00 | 4,00   |                           |                  |                  |                  |                  |                   |                   |                   |                   |
| 1968                                                                                          | 243/435             | 5                   | 55,86               | 1,15                | 57/100  | 7      | 57,00 | 7,00   | Hubert Humphrey           | 31 271 839       | 11 855 202       | 42,72            | 18,33            | 191/538           | 251               | 35,50             | 54,83             |
| 1970                                                                                          | 255/435             | 12                  | 58,62               | 2,76                | 54/100  | 3      | 54,00 | 3,00   |                           |                  |                  |                  |                  |                   |                   |                   |                   |
| 1972                                                                                          | 243/435             | 12                  | 55,86               | 2,76                | 56/100  | 2      | 56,00 | 2,00   | George McGovern           | 29 173 222       | 2 098 617        | 37,52            | 5,20             | 17/538            | 174               | 3,16              | 32,34             |
| 1974                                                                                          | 291/435             | 48                  | 66,90               | 11,03               | 61/100  | 5      | 61,00 | 5,00   |                           |                  |                  |                  |                  |                   |                   |                   |                   |
| 1976                                                                                          | 292/435             | 1                   | 67,13               | 0,23                | 61/100  | 0      | 61,00 | 0,00   | Jimmy Carter              | 40 831 881       | 11 658 659       | 50,08            | 12,56            | 297/538           | 280               | 55,20             | 52,04             |
| 1978                                                                                          | 279/435             | 13                  | 64,14               | 2,99                | 58/100  | 3      | 58,00 | 3,00   |                           |                  |                  |                  |                  |                   |                   |                   |                   |
| 1980                                                                                          | 243/435             | 36                  | 55,86               | 8,28                | 46/100  | 12     | 46,00 | 12,00  | Jimmy Carter              | 35 480 115       | 5 351 766        | 41,01            | 9,07             | 49/538            | 248               | 9,11              | 46,09             |
| 1982                                                                                          | 269/435             | 26                  | 61,84               | 5,98                | 45/100  | 1      | 45,00 | 1,00   |                           |                  |                  |                  |                  |                   |                   |                   |                   |
| 1984                                                                                          | 255/435             | 14                  | 58,62               | 3,22                | 47/100  | 2      | 47,00 | 2,00   | Walter Mondale            | 37 577 352       | 2 097 237        | 40,56            | 0,45             | 13/538            | 36                | 2,42              | 6,69              |
| 1986                                                                                          | 258/435             | 3                   | 59,31               | 0,69                | 55/100  | 8      | 55,00 | 8,00   |                           |                  |                  |                  |                  |                   |                   |                   |                   |
| 1988                                                                                          | 262/435             | 4                   | 60,23               | 0,92                | 55/100  | 0      | 55,00 | 0,00   | Michael Dukakis           | 41 809 476       | 4 232 124        | 45,65            | 5,09             | 111/538           | 98                | 20,63             | 18,21             |
| 1990                                                                                          | 267/435             | 5                   | 61,38               | 1,15                | 56/100  | 1      | 56,00 | 1,00   |                           |                  |                  |                  |                  |                   |                   |                   |                   |
| 1992                                                                                          | 258/435             | 9                   | 59,31               | 2,07                | 57/100  | 1      | 57,00 | 1,00   | Bill Clinton              | 44 909 806       | 3 100 330        | 43,01            | 2,64             | 370/538           | 259               | 68,77             | 48,14             |
| 1994                                                                                          | 206/435             | 52                  | 47,36               | 11,95               | 48/100  | 9      | 48,00 | 9,00   |                           |                  |                  |                  |                  |                   |                   |                   |                   |
| 1996                                                                                          | 207/435             | 1                   | 47,59               | 0,23                | 45/100  | 3      | 45,00 | 3,00   | Bill Clinton              | 47 401 185       | 2 491 379        | 49,24            | 6,23             | 379/538           | 9                 | 70,45             | 1,68              |
| 1998                                                                                          | 211/435             | 4                   | 48,51               | 0,92                | 45/100  | 0      | 45,00 | 0,00   |                           |                  |                  |                  |                  |                   |                   |                   |                   |
| 2000                                                                                          | 213/435             | 2                   | 48,97               | 0,46                | 50/100  | 5      | 50,00 | 5,00   | Al Gore                   | 50 999 897       | 3 598 712        | 48,38            | 0,86             | 266/538           | 113               | 49,44             | 21,01             |
| 2002                                                                                          | 205/435             | 8                   | 47,13               | 1,84                | 48/100  | 2      | 48,00 | 2,00   |                           |                  |                  |                  |                  |                   |                   |                   |                   |
| 2004                                                                                          | 201/435             | 4                   | 46,21               | 0,92                | 44/100  | 4      | 44,00 | 4,00   | John Kerry                | 59 028 444       | 8 028 547        | 48,27            | 0,11             | 251/538           | 15                | 46,65             | 2,79              |
| 2006                                                                                          | 233/435             | 32                  | 53,56               | 7,36                | 49/100  | 5      | 49,00 | 5,00   |                           |                  |                  |                  |                  |                   |                   |                   |                   |
| 2008                                                                                          | 257/435             | 24                  | 59,08               | 5,52                | 57/100  | 8      | 57,00 | 8,00   | Barack Obama              | 69 498 516       | 10 470 072       | 52,93            | 4,66             | 365/538           | 114               | 67,84             | 21,19             |
| 2010                                                                                          | 193/435             | 64                  | 44,37               | 14,71               | 51/100  | 6      | 51,00 | 6,00   |                           |                  |                  |                  |                  |                   |                   |                   |                   |
| 2012                                                                                          | 201/435             | 8                   | 46,21               | 1,84                | 53/100  | 2      | 53,00 | 2,00   | Barack Obama              | 65 915 796       | 3 582 720        | 51,06            | 1,87             | 332/538           | 33                | 61,71             | 6,13              |
| 2014                                                                                          | 188/435             | 13                  | 43,22               | 2,99                | 44/100  | 9      | 44,00 | 9,00   |                           |                  |                  |                  |                  |                   |                   |                   |                   |
| 2016                                                                                          | 194/435             | 6                   | 44,60               | 1,38                | 46/100  | 2      | 46,00 | 2,00   | Hillary Clinton           | 65 853 516       | 62 280           | 48,18            | 2,88             | 227/538           | 105               | 42,19             | 19,52             |
| 2018                                                                                          | 235/435             | 41                  | 54,02               | 9,42                | 45/100  | 1      | 45,00 | 1,00   |                           |                  |                  |                  |                  |                   |                   |                   |                   |
| 2020                                                                                          | 222/435             | 13                  | 51,03               | 2,99                | 48/100  | 3      | 48,00 | 3,00   | Joe Biden                 | 81 268 757       | 15 415 241       | 51,31            | 3,13             | 306/538           | 79                | 56,88             | 14,69             |
| Źródło: Senat USA, Kongres USA, Our Campaigns, US Election Atlas, Political Science Quarterly |                     |                     |                     |                     |         |        |       |        |                           |                  |                  |                  |                  |                   |                   |                   |                   |

1. ↑  Suma wyniku ugrupowań Jackson Republicans i Jackson Federalists.
2. ↑  Jako Jackson & Crawford Republicans.
3. 1 2 3 4 5 6 7 8 9 10 11 12  Jako Jacksoniści.
4. ↑  Był jednym z czterech kandydatów Partii Demokratyczno-Republikańskiej, wspierany przez frakcję, która później przekształciła się w Partię Demokratyczną.
5. ↑  Andrew Jackson zdobył najwięcej głosów w wyborach powszechnych i w Kolegium Elektorów, ale przegrał wybory, ponieważ nie zdobył ponad połowy głosów w kolegium i prezydenta wybrała Izba Reprezentantów.
6. 1 2 3 4 5 6  Spadek miejsc został spowodowany secesją. Część senatorów (głównie z Partii Demokratycznej) opuściła Senat by dołączyć do Konfederacji lub została wygnana za wspieranie rebelii.
7. ↑  Należał do Liberal Republican Party, ale Partia Demokratyczna udzieliła mu poparcia.
8. 1 2 3 4  Kandydat wygrał w wyborach powszechnych, ale przegrał w Kolegium Elektorów.
9. ↑  Demokraci mogli przejąć kontrolę nad Senatem dzięki 2 senatorom niezależnym, Berniemu Sandersowi i Joe Liebermanowi.
10. ↑  Grupa demokratów w Senacie (razem z 2 senatorami niezależnymi: B. Sandersem i A. Kingiem) będzie liczyć 50 senatorów. Demokraci przejmą kontrolę po zaprzysiężeniu Kamali Harris na wiceprezydenta (z urzędu przewodnicząca Senatu, głosuje w wypadku remisu).